# Liste des joueurs du Club athlétique Brive Corrèze Limousin
Voici la liste des joueurs du Club athlétique Brive Corrèze Limousin qui comprend tous les joueurs ayant été inscrits sur la feuille de match de l'équipe première du CA Brive.
- Haut – A
- B
- C
- D
- E
- F
- G
- H
- I
- J
- K
- L
- M
- N
- O
- P
- Q
- R
- S
- T
- U
- V
- W
- X
- Y
- Z

## A
| Nom                 | Poste 1          | Poste 2                  | Période             | Nationalité | Sélections                                 | Nb de match  | Arrive de             | Parti à               |
| ------------------- | ---------------- | ------------------------ | ------------------- | ----------- | ------------------------------------------ | ------------ | --------------------- | --------------------- |
| Esteban Abadie      | 3e ligne aile    | 3e ligne centre          | 2019-En cours       | France      |                                            | 10 En cours  | Racing 92             |                       |
| Paul Abadie         | Demi de mêlée    |                          | 2021-En cours       | France      |                                            | 0 En cours   | SU Agen               |                       |
| Tedo Abzhandadze    | Demi d'ouverture |                          | 2019-En cours       | Géorgie     | 26                                         | 10 En cours  | RC Aia                |                       |
| Louis Acosta        | Talonneur        |                          | 2010-2015           | France      |                                            | 31           | Formé au club         | US Colomiers          |
| Thomas Acquier      | Talonneur        |                          | 2014-En cours       | France      |                                            | 109 En cours | US Carcassonne        |                       |
| Roger Aguilar       | Ailier           |                          | 1976-1978           | France      |                                            | 12           |                       |                       |
| Horacio Agulla      | Ailier           |                          | 2008-2010           | Argentine   | 15                                         | 13           | US Dax                | Leicester Tigers      |
| Éric Alabarbe       | Pilier           |                          | 1981-1996           | France      | Militaire, France B, France A' et France ࡁ | 259          | Stade Belvèsois       | Arrêt                 |
| Georges Alba        | 2e ligne         | Pilier                   | 1938-1940 1947-1953 | France      |                                            | 45           |                       |                       |
| Éric Alégret        | 2e ligne         |                          | 1984-2001           | France      |                                            | 262          | Formé au club         | Arrêt                 |
| Badri Alkhazashvili | Talonneur        |                          | 2020-2021           | Géorgie     | 9                                          | 11           | Lyon OU               | Stade niçois          |
| Emmanuel Amapakabo  | 3e ligne aile    | 3e ligne centre 2e ligne | 2001-2006           | Nigeria     |                                            | 66           | FC Grenoble           | Saracens              |
| Lisandro Arbizu     | Demi d'ouverture | Centre                   | 1997-2000           | Argentine   | 87                                         | 43           | Belgrano              | Bordeaux-Bègles       |
| Roger Arcalis       | Arrière          |                          | 1948-1951           | France      | 5                                          | 36           | Tarbes                | FC Lézignan (XIII)    |
| Régis Archambault   | Talonneur        |                          | 1982-1983           | France      | Junior,militaire                           | 10           | Racing club de france | Racing club de france |
| Karlen Asieshvili   | Pilier           |                          | 2013-2020           | Géorgie     | 28                                         | 114          | Stade aurillacois     | Rouen Normandie rugby |
| Mathias Atayi       | Ailier           |                          | 2006-2012           | France      |                                            | 20           | Formé au club         | RC Massy              |
| Patrice Auboiroux   | Arrière          |                          | 1969-1975           | France      | France B                                   | 64           | Formé au club         | Arrêt                 |
| Guy Augey           | 3e ligne aile    | 3e ligne centre Centre   | 1947-1952           | France      | 1 en rugby à XIII                          | 54           | US Souillac           | CA Brive              |
| Simon Azoulai       | 3e ligne centre  |                          | 2003-2013           | France      | -18 ans, -21 ans et universitaire          | 213          | Bordeaux-Bègles       | SC Tulle              |
| Michel Azzolin      | Talonneur        |                          | 1968-1971           | France      |                                            | 41           |                       |                       |

## B
- Haut – A
- B
- C
- D
- E
- F
- G
- H
- I
- J
- K
- L
- M
- N
- O
- P
- Q
- R
- S
- T
- U
- V
- W
- X
- Y
- Z

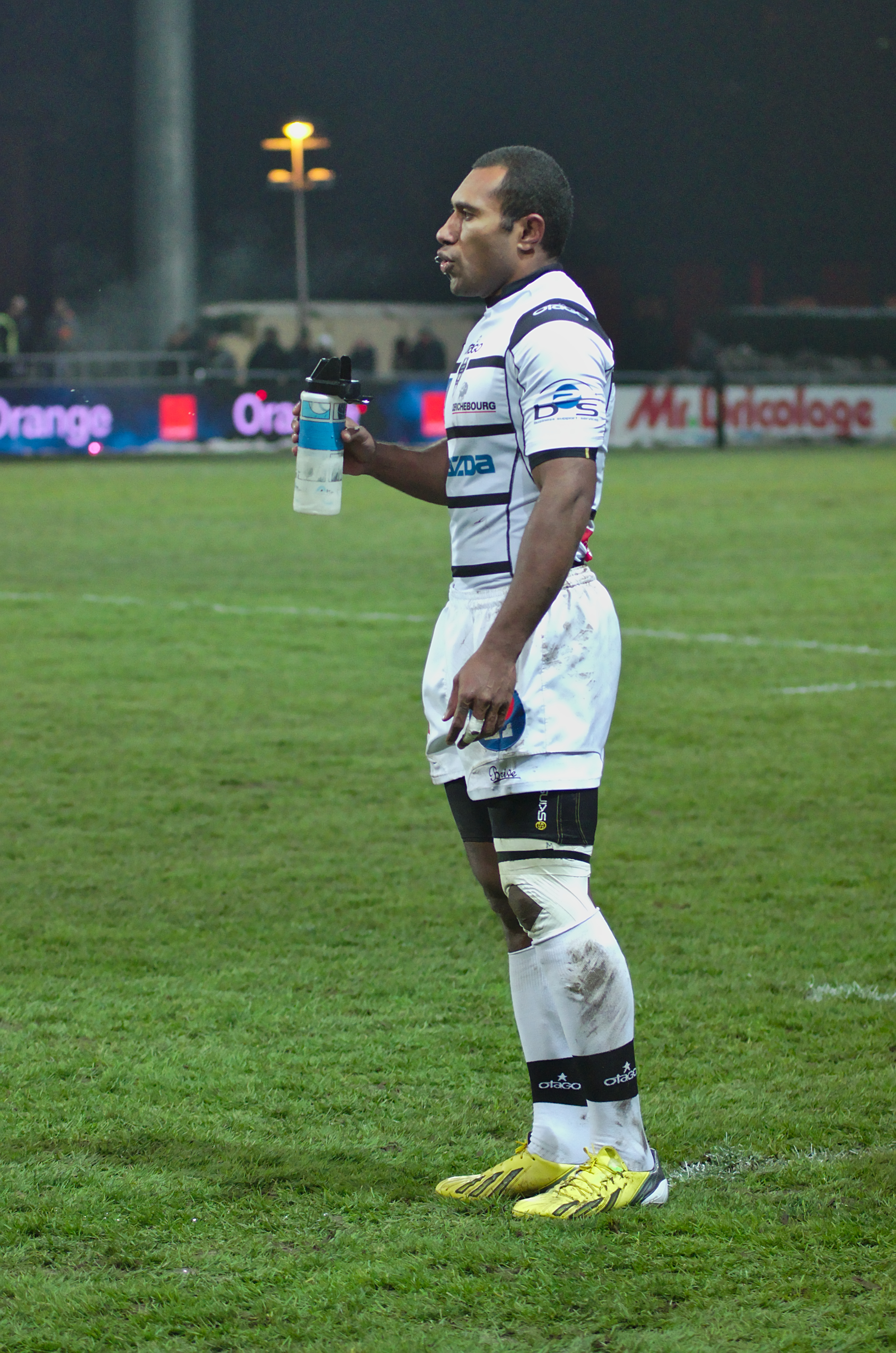
Malakai Bakaniceva
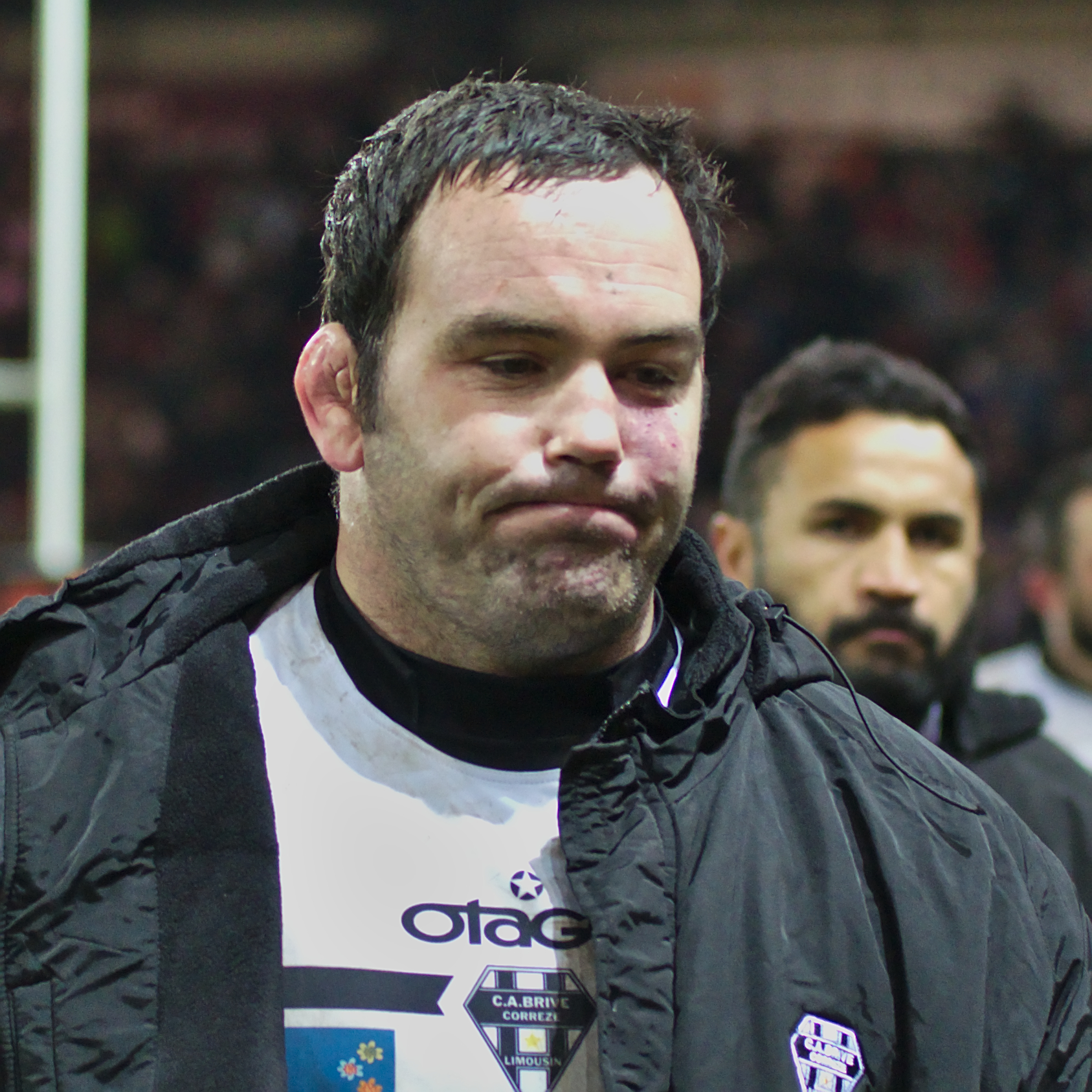
Patrick Barnard
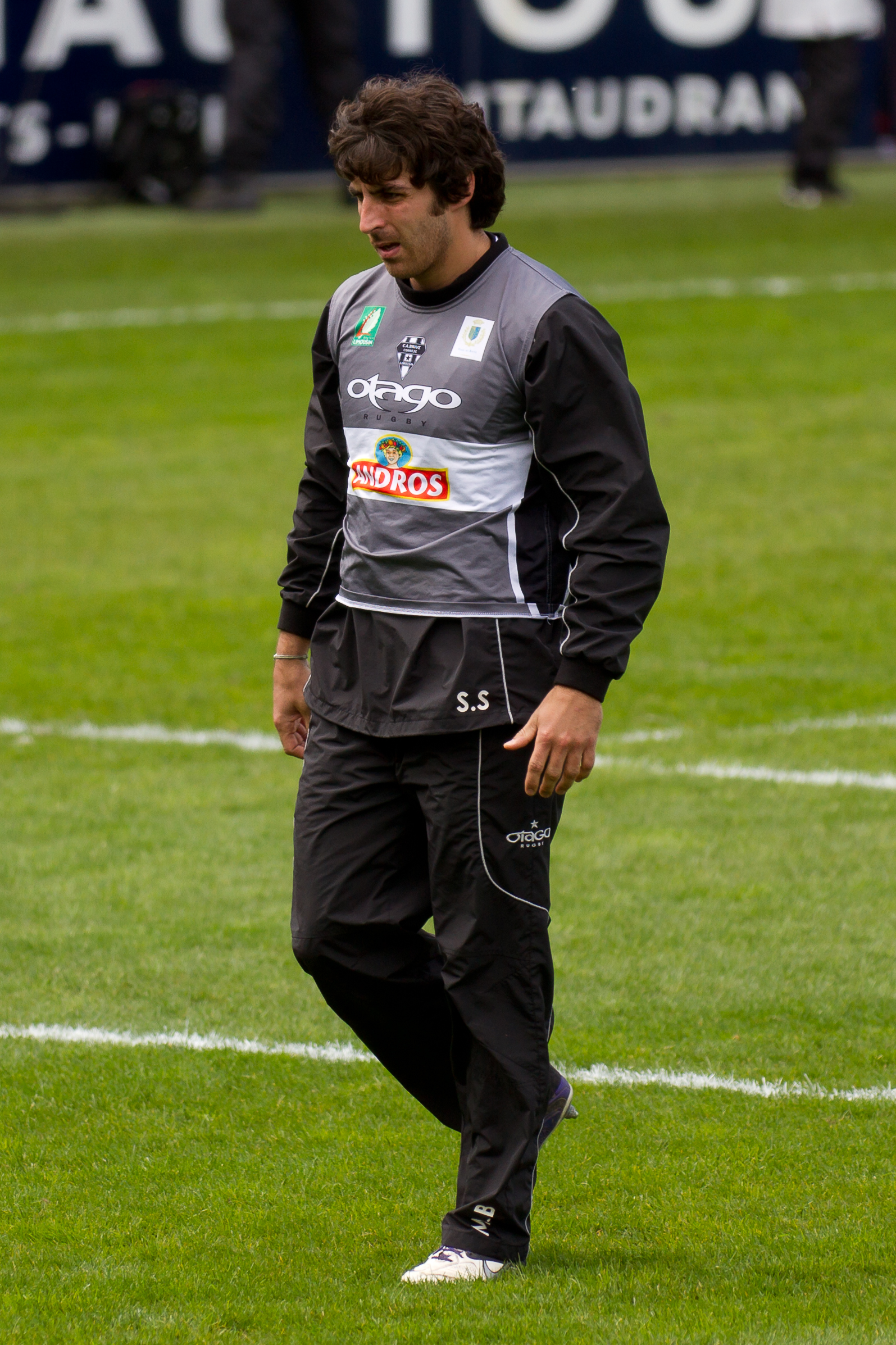
Mathieu Belie
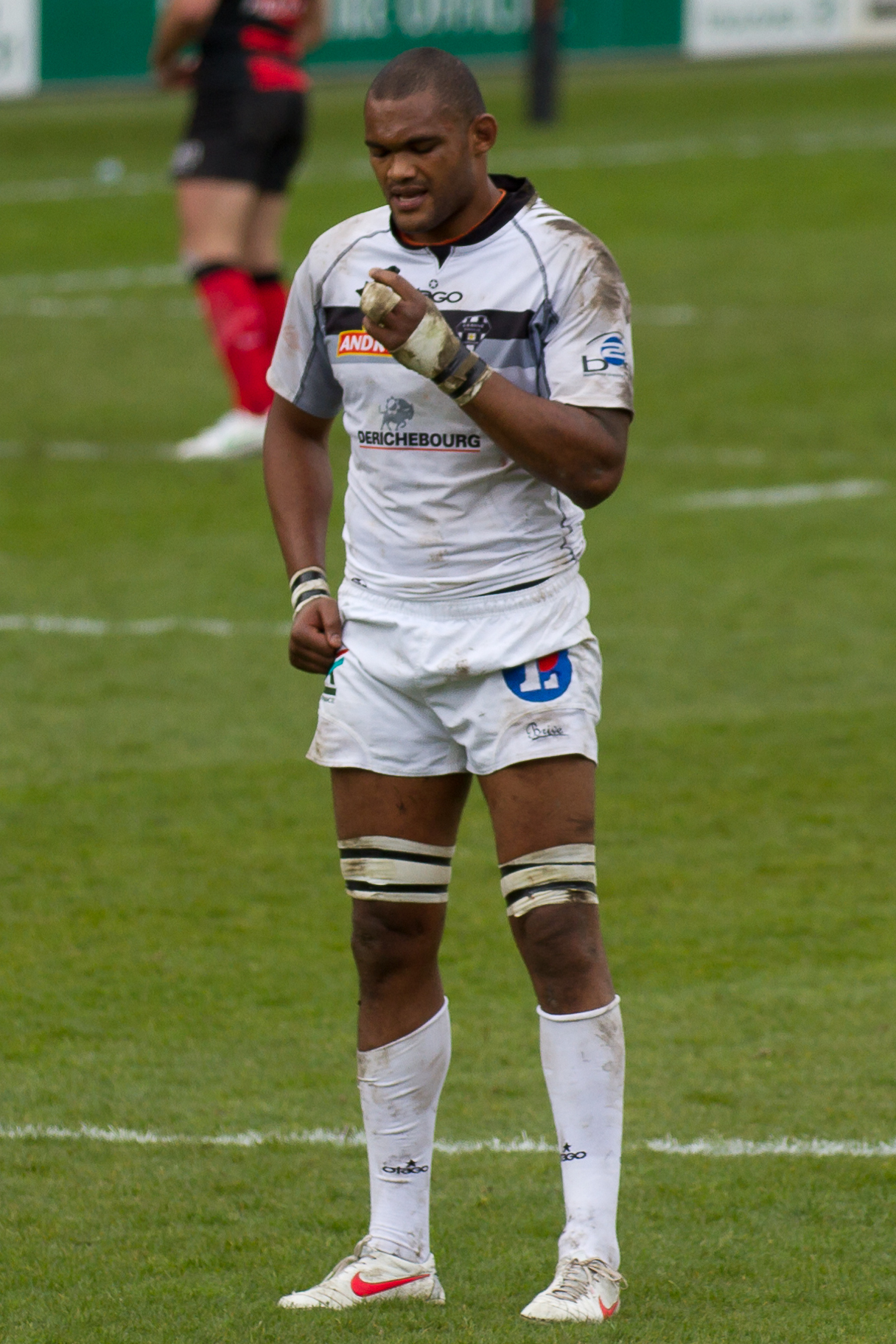
Alexandre Bias
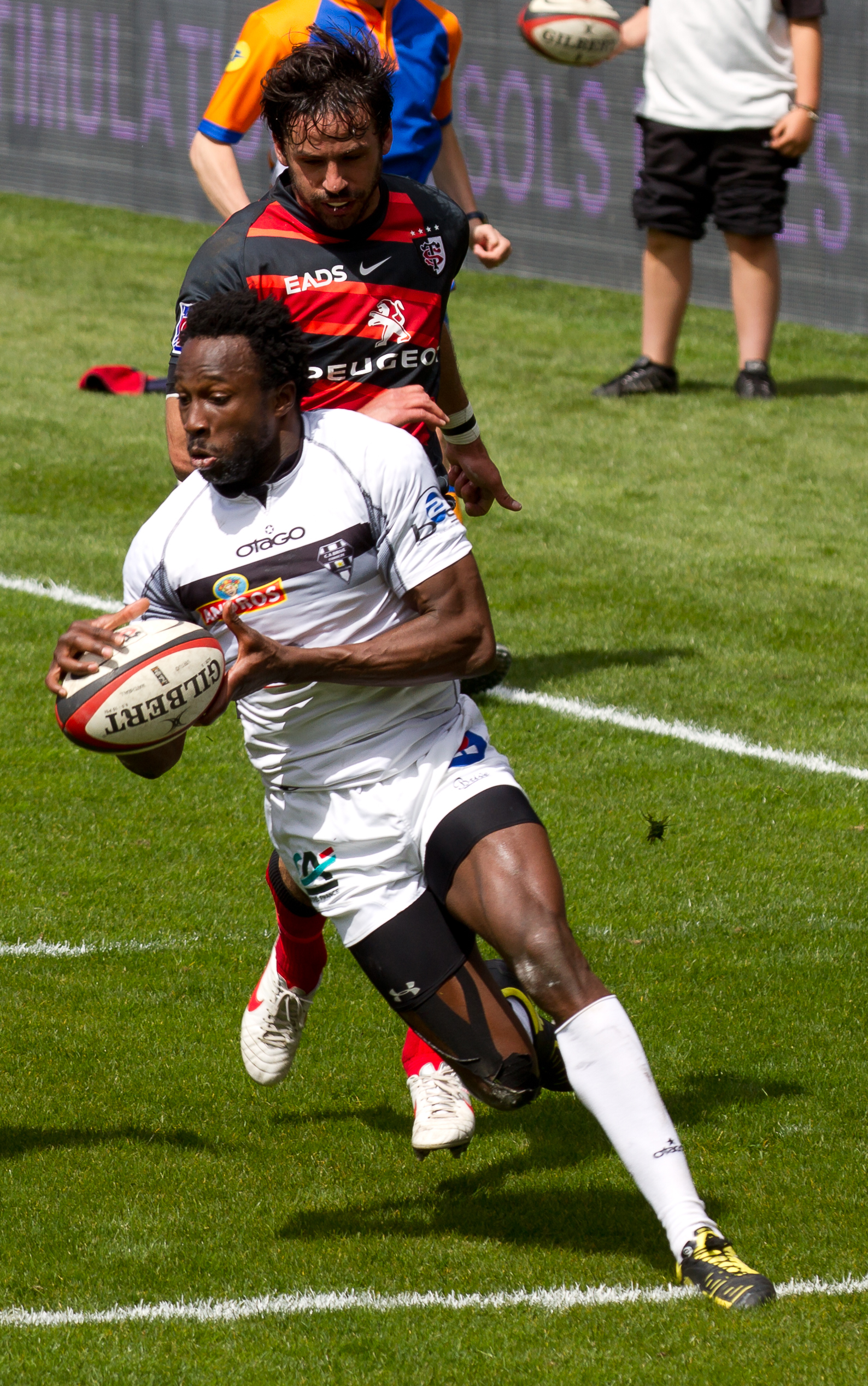
Jacques Boussuge
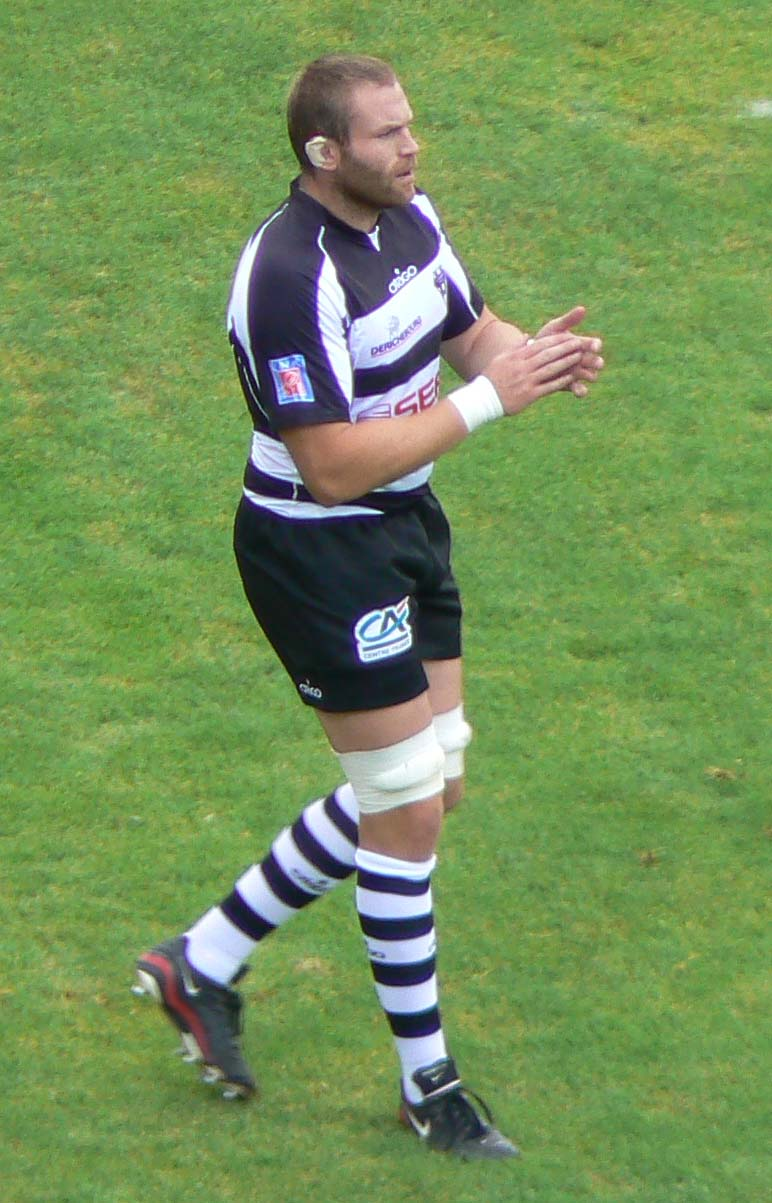
Damian Browne

| Nom                     | Poste 1                | Poste 2              | Période                  | Nationalité    | Sélections                             | Nb de match | Arrive de                 | Part à                |
| ----------------------- | ---------------------- | -------------------- | ------------------------ | -------------- | -------------------------------------- | ----------- | ------------------------- | --------------------- |
| Christian Badin         | Centre                 |                      | 1973-1982                | France         | 3                                      | 99          | RC Chalon                 | CA Brive              |
| Malakai Bakaniceva      | Ailier                 |                      | 2012-2017                | Fidji          | 3                                      | 51          | Tarbes PR                 | CS Bourgoin-Jallieu   |
| Petru Bălan             | Pilier                 |                      | 2008-2009                | Roumanie       | 53                                     | 7           | Saint-Jean-de-Luz OR      | US Dax                |
| Pierre Balineau         | Talonneur              |                      | 1971-1978                | France         |                                        | 83          | Formé au club             | US Objat              |
| Demba Bamba             | Pilier                 |                      | 2017-2019                | France         | 6                                      | 23          | Formé au club             | Lyon OU               |
| Antonin Barbazanges     | centre                 |                      | 1938-1939                | France         | 2                                      | ?           | Lyon-Villeurbanne XIII    | guerre                |
| Patrick Barnard         | Pilier                 |                      | 2009-2015                | Afrique du Sud | -21 ans                                | 96          | London Wasps              | Arrêt                 |
| Alexandre Barozzi       | Pilier                 |                      | 2011-2013                | France         |                                        | 24          | Biarritz olympique        | US Colomiers          |
| André Barrot            | Pilier                 |                      | 1927-1947                | France         |                                        |             |                           |                       |
| Roger Bastié            | Ailier                 | Centre 3e ligne aile | 1955-1962                | France         |                                        | 83          | RC Vichy                  | CA Brive              |
| Noël Baudry             | Arrière                |                      | 1944-1945                | France         | 5                                      |             | AS Bort-les-Orgues        | AS Montferrand        |
| Alain Bayout            | Centre                 | Ailier               | 1979-1985                | France         |                                        | 59          | CA Périgueux              | Brive Olympique       |
| Bernard Beaussonie      | Centre                 |                      | 1965-1969                | France         |                                        | 7           |                           |                       |
| Jacques Beaussonie      | Demi de mêlée          | 3e ligne aile        | 1944-1950                | France         |                                        |             |                           |                       |
| Jean Beaussonie         | Ailier                 | Centre               | 1939-1951                | France         |                                        |             |                           |                       |
| Aurélien Béco           | 3e ligne centre        | 3e ligne aile        | 2006-2009                | France         | -18 ans et -19 ans                     | 5           | Formé au club             | USA Limoges           |
| Soso Bekoshvili         | Pilier                 |                      | 2016-En cours            | Géorgie        | 11                                     | 48 En cours | SO Chambéry               |                       |
| Mathieu Belie           | Demi d'ouverture       |                      | 2010-2012                | France         |                                        | 56          | US Montauban              | Racing Metro          |
| Alain Bellarbre         | Pilier                 |                      | 1991-1995                | France         |                                        | 7           | CA Pompadour              | USA Limoges           |
| Victor Bento            | Pilier                 |                      | 1990-1993                | France         |                                        | 6           | Formé au club             | USA Limoges           |
| Jean Beylie             | Demi de mêlée          | Centre Ailier        | 1909-1914 puis 1919-1923 | France         |                                        |             |                           |                       |
| Gérard Benech           | Demi d'ouverture       | Demi de mêlée        | 1976-1981                | France         |                                        | 6           |                           |                       |
| Patrick Bergeal         | Arrière                |                      | 1982-1983                | France         |                                        | 38          |                           |                       |
| Valerio Bernabo         | 2e ligne               |                      | 2007-2008                | Italie         | 13                                     | 5           | Calvisano                 | Calvisano             |
| Patrick Bernard         | Talonneur              |                      | 1983-1985                | France         |                                        | 16          |                           |                       |
| Jean Pierre Bessaud     | Ailier                 |                      | 1967-1970                | France         |                                        |             |                           |                       |
| Claude Besson           | Centre                 |                      | 1960-1970                | France         |                                        | 125         | Formé au club             | SC Tulle              |
| Mathieu Besson          | Ailier                 |                      | 2007-2010                | France         | Universitaire                          |             |                           |                       |
| Pierre Besson           | Ailier                 |                      | 1963-1974                | France         | 5                                      | 205         | Formé au club             | Arrêt                 |
| Pierre Bessot           | Talonneur              |                      | 1959-1967                | France         |                                        | 53          | Formé au club             | ?                     |
| Nicolas Bézy            | Demi d'ouverture       |                      | 2014-2018                | France         |                                        | 51          | FC Grenoble               | Provence rugby        |
| Régis Bianco            | Ailier                 |                      | 2008-2010                | France         | Scolaire UNSS et -19 ans               | 5           | SC Albi                   | US Colomiers          |
| Alexandre Bias          | 3e ligne               |                      | 2011-2012                | France         |                                        | 24          | Castres olympique         | Montpellier HR        |
| Ken Bikadua             | Ailier                 |                      | 2018-En cours            | France         |                                        | 4 En cours  | Formé au club             |                       |
| Setareki Bituniyata     | Ailier                 |                      | 2019-En cours            | Fidji          |                                        | 16 En cours | RC Massy                  |                       |
| Patrick Blache          | 2e ligne               |                      | 1979-1980                | France         |                                        | 12          |                           |                       |
| Mike Blair              | Demi de mêlée          |                      | 2012-2013                | Écosse         | 78                                     | 24          | Edinburgh Rugby           | Newcastle Falcons     |
| Éric Blanc              | Centre                 |                      | 1987-1988                | France         |                                        | 22          | Racing club de France     | RC Narbonne           |
| Julien Blanc            | Demi de mêlée          |                      | 2019-2021                | France         |                                        | 40          | Section paloise           | RC Toulon             |
| Filimone Bolavucu       | Ailier                 |                      | 2006-2008                | Fidji          | 1                                      | 24          | Fiji Warriors             | Aviron bayonnais      |
| Pascal Bomati           | Ailier                 |                      | 1997-1999                | France         | France A et France sept                | 27          | PSG XIII (XIII)           | Section paloise       |
| Sébastien Bonetti       | Centre                 | Arrière              | 2005-2007                | France         | 3                                      | 37          | SU Agen                   | Limoges               |
| Sébastien Bonnet        | Demi de mêlée          |                      | 1993-1999                | France         | Junior et -21 ans                      | 73          | US Ussel                  | Stade aurillacois     |
| Jean-Philippe Bonrepaux | Talonneur              |                      | 2007-2011                | France         |                                        | 30          | AS Béziers                | Lyon OU               |
| Laurent Bonventre       | 2e ligne               |                      | 1995-1997                | France         | France                                 | 22          | Stade dijonnais           | Castres olympique     |
| Jérôme Bonvoisin        | 3e ligne aile          |                      | 2001-2008                | France         |                                        | 162         | AS Montferrand            | SC Tulle              |
| Andrés Bordoy           | Pilier                 |                      | 2007-2008                | Argentine      |                                        | 15          | Duendes Rosario           | La Rochelle           |
| David Bory              | Ailier                 |                      | 2007-2008                | France         | 18                                     | 4           | Bath Rugby                | AS Saint-Junien       |
| Martin Bottini          | Ailier                 | Arrière              | 2005-2006                | Argentine      |                                        | 18          | Alumni (rugby) (en)       | Alumni (rugby) (en)   |
| Gilles Bouchet          | 3e ligne aile          |                      | 1982-1988                | France         |                                        | 85          |                           |                       |
| Arnaud Boudie           | Pilier                 |                      | 1992-1998                | France         |                                        | 21          | Formé au club             | USA Limoges           |
| Russlan Boukerou        | 2e ligne               |                      | 2014-2015                | France Algérie |                                        | 5           | FC Auch                   | Tarbes Pyrénées rugby |
| Daniel Boulpiquante     | 3e ligne aile          |                      | 1971-1973                | France         |                                        | 26          | SC Decazeville            | Stade montois         |
| Didier Bounaix          | Centre                 |                      | 1970-1972                | France         |                                        | 5           |                           |                       |
| Jacques Boussuge        | Ailier                 |                      | 2011-2013                | France         | Équipe de France de rugby à sept       | 35          | Bath                      | Biarritz Olympique    |
| Éric Bouti              | Pilier                 |                      | 1996-1997 1998-2001      | France         |                                        | 115         | ? Section paloise         | Section paloise ?     |
| Patrick Boutot          | 3e ligne aile          |                      | 1973-1974                | France         |                                        | 1           | Formé au club             | Arrêt                 |
| Rémi Boutot             | Talonneur              |                      | 1983-1992                | France         |                                        | 124         | Formé au club             | CA Brive              |
| Alexandre Bouyssié      | Ailier                 |                      | 1991-1996                | France         |                                        | 82          | US Caussade               | CA Bègles-Bordeaux    |
| Patrick Brachet         | Arrière                |                      | 1984-1993                | France         | Junior                                 | 97          | Formé au club             | US Ussel              |
| Daniel Brennan          | Pilier                 |                      | 2020-En cours            | France         |                                        | 9 En cours  | Montpellier HR            |                       |
| Hugues Briatte          | Troisième ligne centre |                      | 2012-2016                | France         |                                        | 40          | Stade français            | USO Nevers            |
| Steve Brotherstone      | Talonneur              |                      | 1999-2000                | Écosse         | 8                                      | 13          | Edinburgh Rugby           | Northampton Saints    |
| Damian Browne           | 2e ligne               |                      | 2008-2011                | Irlande        | -21 ans                                | 74          | Northampton Saints        | Leinster              |
| Julien Brugnaut         | Pilier                 |                      | 2017-2018                | France         | 2                                      | 10          | Racing 92                 | Arrêt                 |
| Eneriko Buliruarua      | Centre                 | Ailier               | 2019-2021                | Fidji          | 1                                      | 27          | RC Toulon                 | Stade rochelais       |
| Laurent Burg            | Centre                 | Ailier               | 1985-1993                | France         | Junior, France B, France A', rugby à 7 | 109         | Formé au club             | AS Montferrand        |
| Gérard Burguet          | 3e ligne aile          |                      | 1959-1971                | France         |                                        | 124         | Formé au club             | Arrêt                 |
| Seremaia Burotu         | Centre                 |                      | 2016-2018                | Fidji          |                                        | 23          | Biarritz olympique        | Provence rugby        |
| Kevin Buys              | Pilier                 |                      | 2007-2009 2013-2017      | Afrique du Sud |                                        | 81          | Blue Bulls Southern Kings | Lions US Oyonnax      |

## C
- Haut – A
- B
- C
- D
- E
- F
- G
- H
- I
- J
- K
- L
- M
- N
- O
- P
- Q
- R
- S
- T
- U
- V
- W
- X
- Y
- Z

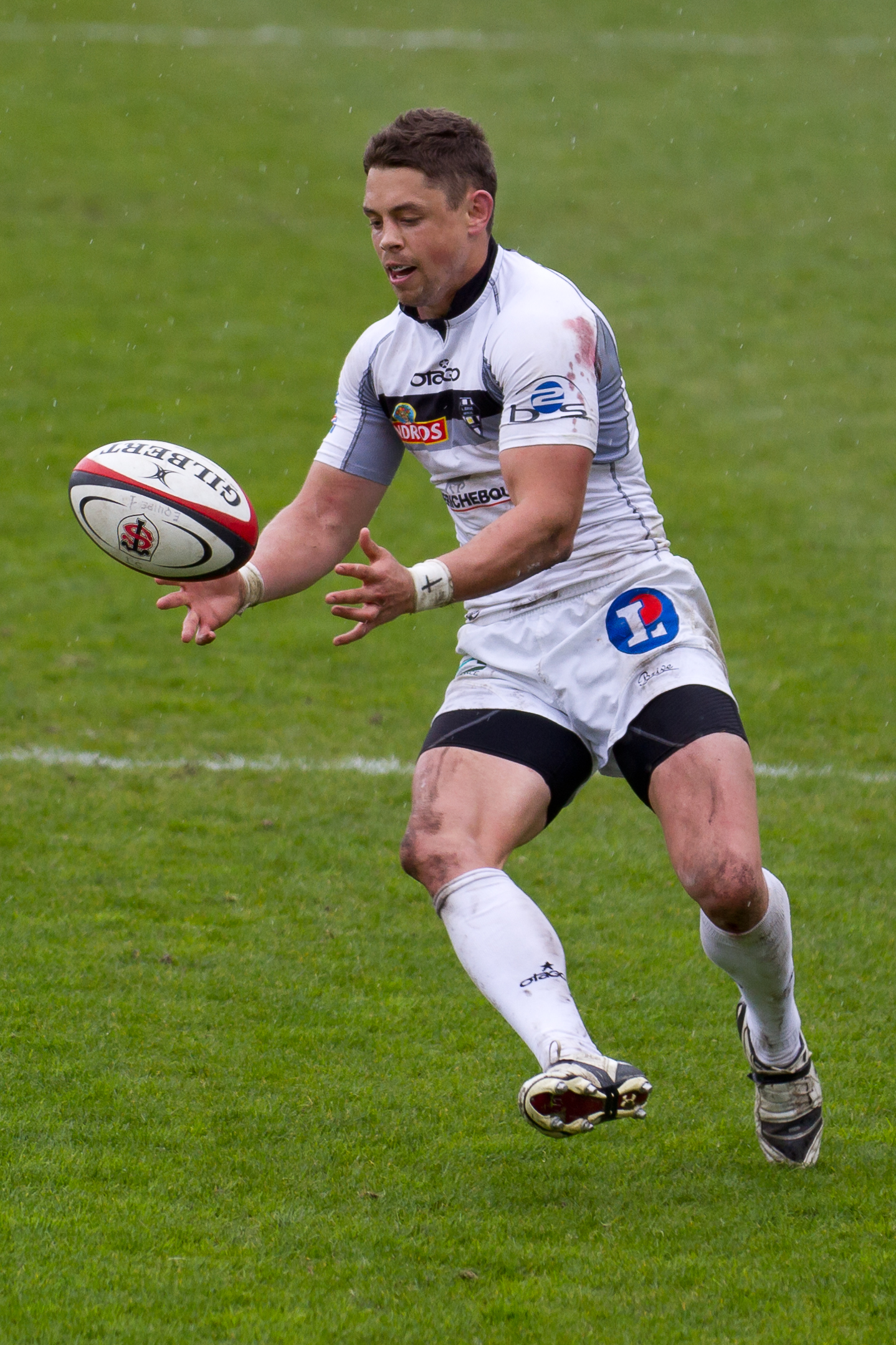
Ronnie Cooke
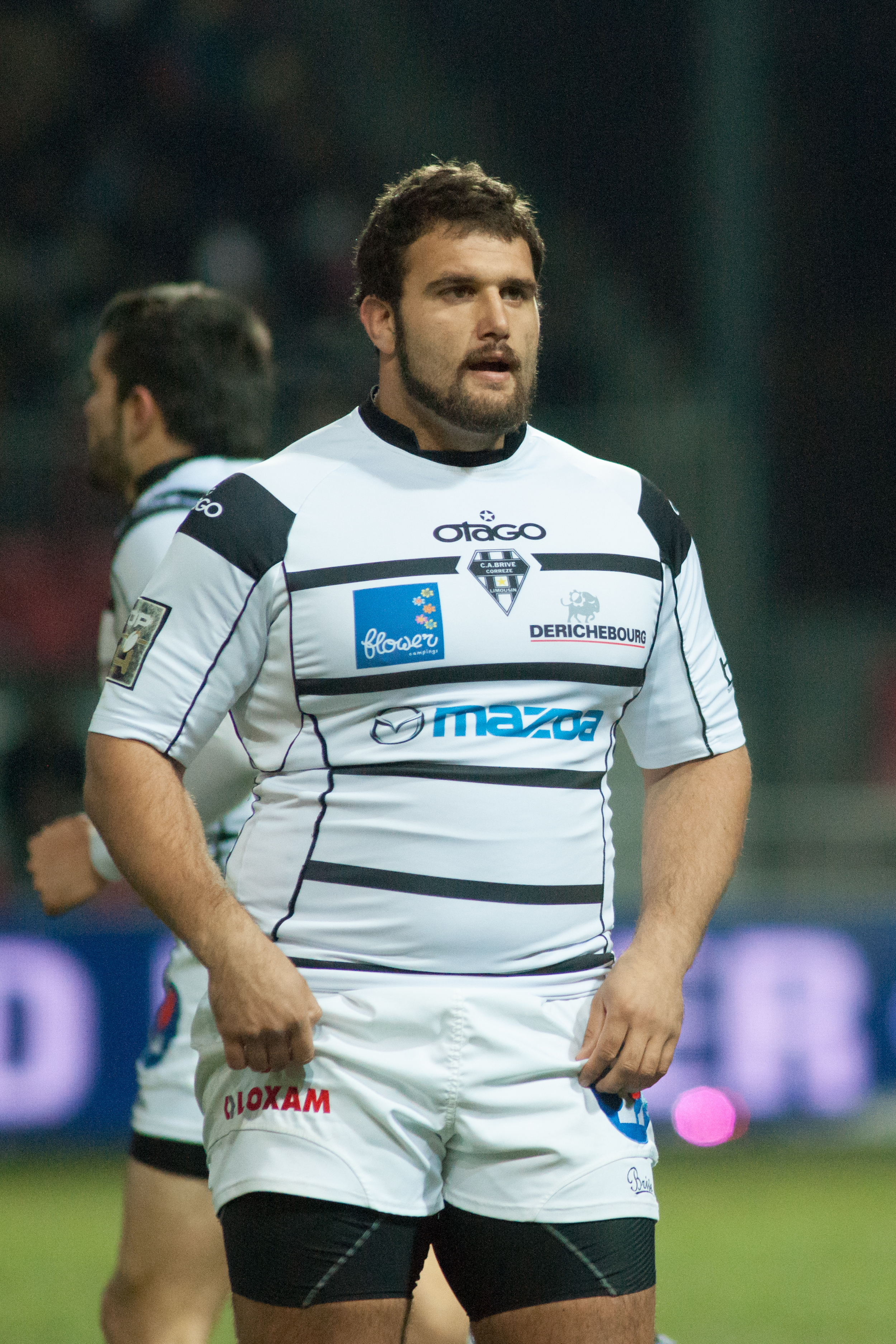
Johannes Coetzee

| Nom                      | Poste 1          | Poste 2                    | Période             | Nationalité           | Sélections                    | Nb de match | Arrive de                   | Parti à                      |
| ------------------------ | ---------------- | -------------------------- | ------------------- | --------------------- | ----------------------------- | ----------- | --------------------------- | ---------------------------- |
| Benoît Cabello           | Talonneur        |                            | 2010-2011           | France                | France A                      | 18          | ASM Clermont                | ASM Clermont                 |
| Romain Cabannes          | centre           |                            | 2016-2017           | France                | 7                             |             | Castres olympique           | Stade montois                |
| Olivier Caisso           | 2e ligne         |                            | 2011-2015           | France                |                               | 52          | US Colomiers                | US Montauban                 |
| Benjamin Caminati        | Demi de mêlée    |                            | 2011-2013           | France                |                               | 1           | Formé au club               | FC Auch                      |
| Julien Caminati          | Arrière          |                            | 2010-2013           | France                |                               | 71          | Rugby Nice Côte d'Azur      | FC Grenoble                  |
| Olivier Campan           | centre           | arrière                    | 1998-2000           | France                | 6                             | 26          | SU Agen                     | FC Auch                      |
| Julien Campo             | Talonneur        |                            | 2004-2007           | France                | -19 ans et -21 ans            | 70          | Biarritz olympique          | FC Grenoble                  |
| Pierre Capdevielle       | Pilier           |                            | 2001-2009 2011-2011 | France                | France militaire et France A  | 181         | ASM Clermont Gloucester RFC | Gloucester RFC SC Tulle      |
| Georges Carabignac       | Demi d'ouverture |                            | 1950-1953           | France                | 7                             |             | SU Agen                     | ?                            |
| Philippe Carbonneau      | Demi de mêlée    | Demi d'ouverture ou Centre | 1996-2000           | France                | 33                            | 60          | Stade toulousain            | Section paloise              |
| Pablo Cardinali          | Pilier           |                            | 2010-2012           | Argentine             | 5                             | 49          | CS Bourgoin-Jallieu         | Club de Rugby Los Tilos (es) |
| Alain Carminati          | 3e ligne centre  | 3e ligne aile              | 1994-1996           | France                | 20                            | 32          | Castres olympique           | AS Béziers                   |
| Jérôme Carrat            | Ailier           | Arrière                    | 1996-2004           | France                |                               | 73          | Formé au club               | UA Gaillac                   |
| Sébastien Carrat         | Ailier           |                            | 1996-2002           | France                |                               | 45          | Stade toulousain            | USA Limoges                  |
| Didier Casadeï           | Pilier           | Talonneur                  | 1995-1998           | France                | 3                             | 46          | Stade aurillacois           | SU Agen                      |
| Serge Castiglioni        | Ailier           | Arrière                    | 1958-1967           | France                |                               | 113         | CA Pontacq                  | US Terrasson                 |
| Florian Cazenave         | Demi de mêlée    |                            | 2017-2018           | France                |                               | 19          | Rugby Reggio                | Union Bordeaux Bègles        |
| Pietro Ceccarelli        | Pilier           |                            | 2020-En cours       | Italie                | 20                            | 13 En cours | Edimbourg Rugby             |                              |
| Steevy Cerqueira         | Troisième ligne  |                            | 2018-En cours       | France                |                               | 10 En cours | Stade français              |                              |
| Jean-Philippe Chabeaudie | Demi de mêlée    |                            | 1977-1979           | France                |                               | 6           | Saint-Yrieix SC             | ?                            |
| Pierre Chadebech         | Centre           |                            | 1977-1988           | France                | 5                             | 202         | US Ussel                    | US Ussel                     |
| Lionel Charbonnel        | Centre           |                            | 1992-1993           | France                |                               | 1           | AS bortoise                 | ?                            |
| Laurent Charras          | 3e ligne aile    |                            | 1992-1996           | France                |                               | 21          | Stade toulousain            | ?                            |
| Jean Charrue             | 2e ligne         |                            | 1953-1959           | France                |                               | 55          |                             |                              |
| Alain Chautard           | 3e ligne aile    | 3e ligne centre            | 1978-1985           | France                |                               | 47          |                             |                              |
| Simon-Pierre Chauvac     | Pilier           |                            | 2017-En cours       | France                |                               | 54 En cours | Formé au club               |                              |
| Rudy Chéron              | Pilier           |                            | 2005-2007           | France                |                               | 10          | USA Perpignan               | Pays d'Aix RC                |
| Damien Chouly            | 3e ligne centre  |                            | 2005-2007           | France                | 4                             | 41          | RC Palaisien                | USA Perpignan                |
| Phil Christophers        | Centre           |                            | 2000-2001           | Angleterre            | 3                             | 19          | Leicester Tigers            | Bristol Rugby                |
| Jean-Pierre Cierpick     | 2e ligne         | 3e ligne centre            | 1978-1985           | France                |                               | 54          |                             |                              |
| Antonie Claassen,        | 3e ligne aile    | 3e ligne centre            | 2008-2012           | Afrique du Sud France | 0 3                           | 128         | Blue Bulls                  | Castres olympique            |
| Timothy Clark            | Demi de mêlée    |                            | 2005-2007           | Australie             | Australie à 7                 | 44          | Waratahs                    | Limoges rugby                |
| Eric Claud               | Talonneur        |                            | 1992-1995           | France                |                               | 4           | Saint-Yrieix-la-Perche SC   | ?                            |
| Ben Cohen                | Ailier           | Centre                     | 2007-2009           | Angleterre            | 57                            | 36          | Northampton Saints          | Sale Sharks                  |
| Johannes Coetzee         | Pilier           |                            | 2012-2015           | Afrique du Sud        |                               | 51          | Racing Metro                | Cheetahs                     |
| Jean Colombier           | Ailier           | Centre                     | 1948-1949           | France                | 3                             | 14          | AS Saint-Junien             | AS Saint-Junien              |
| Dominique Coly           | 3e ligne aile    | 3e ligne centre            | 1973-1980           | France                |                               |             |                             |                              |
| Camille Combeau          | 2e ligne         | 3e ligne centre            | 1951-1954           | France                | 1 en rugby à XIII             | 35          |                             |                              |
| Ronnie Cooke             | Centre           | Ailier                     | 2007-2012           | Afrique du Sud        |                               | 121         | Wildeklawer Griquas         | FC Grenoble                  |
| Jacques Coq              | Centre           |                            | 1975-1983           | France                | Universitaire                 | 102         | Formé au club               | Arrêt                        |
| Yves Coq                 | Ailier           |                            | 1952-1959           | France                |                               | 20          |                             |                              |
| Georges Coquillaud       | 2e ligne         | 3e ligne centre            | 1948-1953           | France                |                               | 50          |                             |                              |
| Valentin Courrent        | Demi de mêlée    | Demi d'ouverture           | 2000-2005           | France                | -19 ans, -21 ans et France A  | 109         | AC Bobigny                  | Sale Sharks                  |
| Hubert Courtie           | Demi d'ouverture | Arrière                    | 1947-1948           | France                |                               | 21          |                             |                              |
| Nicolas Couttet          | Centre           |                            | 2003-2007           | France                | France A, rugby à 7 et à XIII | 50          | USA Perpignan               | RC Chateaurenard             |
| Richard Crespy           | Pilier           |                            | 1988-2001           | France                |                               | 221         | Formé au club               | CA Brive                     |

## D
- Haut – A
- B
- C
- D
- E
- F
- G
- H
- I
- J
- K
- L
- M
- N
- O
- P
- Q
- R
- S
- T
- U
- V
- W
- X
- Y
- Z

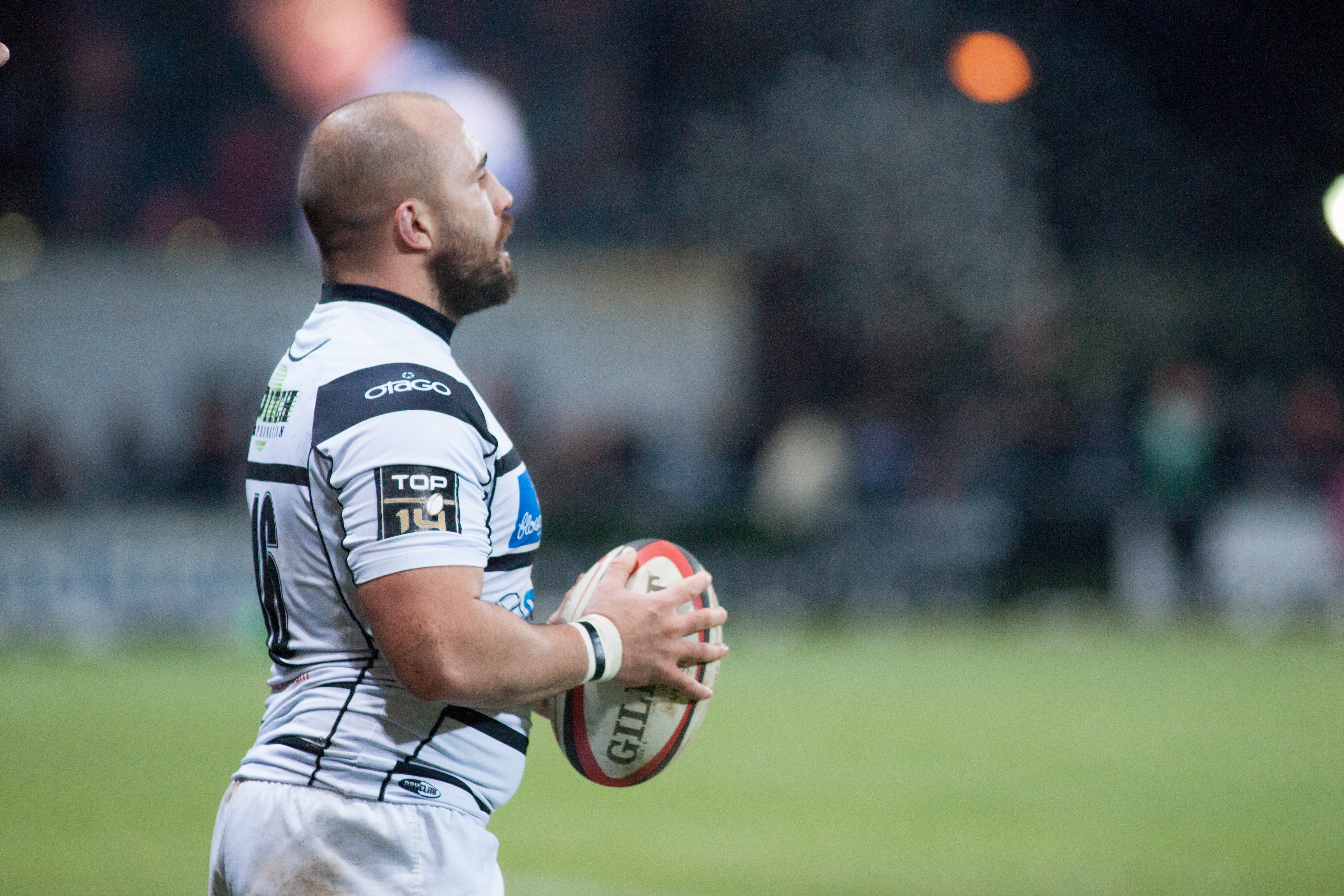
François Da Ros

| Nom                  | Poste 1          | Poste 2         | Période       | Nationalité    | Sélections                               | Nb de match | Arrive de                      | Parti à            |
| -------------------- | ---------------- | --------------- | ------------- | -------------- | ---------------------------------------- | ----------- | ------------------------------ | ------------------ |
| François Da Ros      | Talonneur        |                 | 2012-2020     | France         |                                          | 153         | Aviron bayonnais               | Biarritz olympique |
| Jean-Pierre Dalès    | Pilier           |                 | 1970-1985     | France         | Junior, Militaire, France B et France A' | 216         | Formé au club                  | Arrêt              |
| Christian Dalla Riva | 3e ligne aile    |                 | 1984-1992     | France         | France B et France A'                    | 131         | SC Angoulême                   | US Annecy          |
| Johan Dalla Riva     | Arrière          | Ailier          | 2005-2007     | France         |                                          | 49          | Castres olympique              | US Montauban       |
| Jean-Pierre Dallet   | Pilier           |                 | 1981-1983     | France         |                                          |             |                                |                    |
| Kevin Dalzell        | Demi de mêlée    |                 | 1999-2000     | États-Unis     | 42                                       | 3           | Old Mission Bay AC             | ASM Clermont       |
| Benjamin Dambielle   | Demi d'ouverture |                 | 2007-2008     | France         | -18 ans; -19 ans et - 21 ans             | 7           | Biarritz olympique             | Stade rochelais    |
| Maxence Darthou      | Centre           |                 | 2019-En cours | France         |                                          | 1 En cours  | Formé au club                  |                    |
| Barry Davies         | Arrière          |                 | 2007-2009     | Pays de Galles | 1                                        | 29          | Llanelli Scarlets              | Ospreys            |
| Liam Davies          | Demi de mêlée    |                 | 2008-2009     | Pays de Galles |                                          | 12          | Llanelli Scarlets              | Ospreys            |
| Claude de Murel      | Demi d'ouverture | Demi de mêlée   | 1947-1952     | France         |                                          | 43          |                                |                    |
| Baptiste Delage      | Centre           | Ailier          | 2011-2015     | France         |                                          | 7           | Formé au club                  | RC Massy           |
| Christian Delage     | Centre           | Ailier          | 1948-1955     | France         |                                          | 54          |                                |                    |
| Christian Delage     | Demi d'ouverture | Arrière         | 1975-1979     | France         | 2                                        | 55          | Stade langonnais               | SU Agen            |
| Francis Delage       | Centre           | Ailier          | 1953-1954     | France         |                                          | 4           |                                |                    |
| Louis Delage         | Ailier           | Arrière         | 1965-1972     | France         | Junior                                   | 42          |                                |                    |
| David Delarue        | Demi de mêlée    |                 | 2016-2021     | France         |                                          | 33          | Formé au club                  | Stade aurillacois  |
| Rémi Delavallée      | 2e ligne         |                 | ?-?           | France         |                                          |             | Stade français Paris           | Stade rochelais    |
| Jean-Pierre Delfour  | 3e ligne centre  | 2e ligne Pilier | 1959-1973     | France         |                                          | 88          | Formé au club                  | Arrêt              |
| Michel Delfour       | 2e ligne         |                 | 1991- ?       | France         |                                          |             | Formé au club                  | Stade aurillacois  |
| Gérard Delmas        | Demi de mêlée    |                 | 1967-1971     | France         |                                          | 24          |                                | Castres Olympique  |
| Michel Delmont       | 2e ligne         |                 | 1959-1963     | France         |                                          | 42          |                                |                    |
| Christophe Delord    | Ailier           |                 | 1988-1991     | France         |                                          | 5           | Formé au club                  | ?                  |
| Quentin Delord       | Demi de mêlée    |                 | 2019-2021     | France         |                                          | 5           | Lyon OU                        | US Montauban       |
| Christophe Deschamps | Ailier           |                 | 1983-1992     | France         | Militaire, B, A'                         | 131         | USA Limoges                    | ?                  |
| Damien Desmedt       | Pilier           | 2e ligne        | 1990-1992     | France         | Junior                                   | 12          | AS Montferrand                 | SC Tulle           |
| Frédéric Desnoyer    | Centre           | Ailier          | 1975-1983     | France         |                                          | 7           | Formé au club                  | US Objat           |
| Laurent Desnoyer     | Centre           | Ailier          | 1972-1975     | France         |                                          | 39          | CA Périgueux                   | Arrêt              |
| Thierry Devergie     | 2e ligne         |                 | 1998-1999     | France         | 16                                       | 13          | Bristol Shoguns                | CA Bègles-Bordeaux |
| Vivien Devisme       | Pilier           |                 | 2016-2019     | France         |                                          | 45          | Soyaux Angoulême               | Lyon OU            |
| Jawad Djoudi         | Talonneur        |                 | 2003-2009     | France         | France scolaire, -21 ans et militaire    | 110         | CS Bourgoin-Jallieu            | RC Toulon          |
| Mesake Doge          | Pilier           |                 | 2019-2021     | Fidji          | 3                                        | 20          | Timisoara Saracens             |                    |
| Amédée Domenech      | Pilier           |                 | 1955-1965     | France         | 52                                       | 128         | RC Vichy                       | RC Narbonne        |
| Amédée Domenech,     | Talonneur        | 3e ligne aile   | 2005-2007 ,   | France         |                                          | 8           | Formé au club                  | FC Lourdes         |
| Gilles Domergue      | Centre           |                 | 1990-1994     | France         |                                          | 8           | GS Figeac                      | Stade aurillacois  |
| Yann Domi            | 3e ligne aile    |                 | 1994-1997     | France         |                                          | 31          |                                |                    |
| Fabien Domingo       | 2e ligne         |                 | 2006-2011     | France         |                                          | 78          | Stade aurillacois              | SC Tulle           |
| Yves Donguy          | Ailier           |                 | 2000-2007     | France         | France A                                 | 109         | AC Bobigny                     | Stade toulousain   |
| Tim Donnelly         | Demi d'ouverture |                 | 2006-2007     | Australie      | -21 ans et rugby à 7                     | 7           | Waratahs                       | Connacht           |
| André Dosch          | Demi de mêlée    | Talonneur       | 1955-1964     | France         |                                          | 35          |                                |                    |
| Wesley Douglas       | Ailier           | Centre          | 2020-En cours | Angleterre     |                                          | 11 En cours | AS Béziers                     |                    |
| Didier Doumbia       | Talonneur        | Pilier          | 1990-1996     | France         |                                          | 51          | Formé au club                  | CA Sarlat          |
| Denys Drozdz         | 2e ligne         |                 | 2004-2007     | France         | -18 ans, -19 ans et -21 ans              | 34          | Formé au club                  | Stade français     |
| Thibault Dubarry     | 2e ligne         |                 | 2005-2012     | France         |                                          | 56          | Formé au club                  | Biarritz olympique |
| Louis Dubois         | Ailier           |                 | 2008-2011     | France         |                                          | 2           | Formé au club                  | AS Béziers         |
| Sylvain Dubois       | 2e ligne         | 3e ligne centre | 1990-1996     | France         |                                          | 10          | Formé au club                  | SC Tulle           |
| Gilles Duclos        | Centre           |                 | 1992-1997     | France         |                                          | 47          | Formé au Racing Club de France | AC Périgueux       |
| François Duboisset   | 3e ligne aile    | 3e ligne centre | 1992-2000     | France         |                                          | 105         | USA Limoges                    | Arrêt              |
| Florian Dufour       | Talonneur        |                 | 2020-En cours | France         |                                          | 8 En cours  | Union Bordeaux Bègles          |                    |
| Bastien Duhalde      | Demi de mêlée    |                 | 2015-2016     | France         |                                          | 2           | Aviron bayonnais               | Aviron bayonnais   |
| Anthony Dumas        | Demi de mêlée    |                 | 1990-1992     | France         |                                          | 11          | Formé au club                  | US Ussel           |

## E
- Haut – A
- B
- C
- D
- E
- F
- G
- H
- I
- J
- K
- L
- M
- N
- O
- P
- Q
- R
- S
- T
- U
- V
- W
- X
- Y
- Z

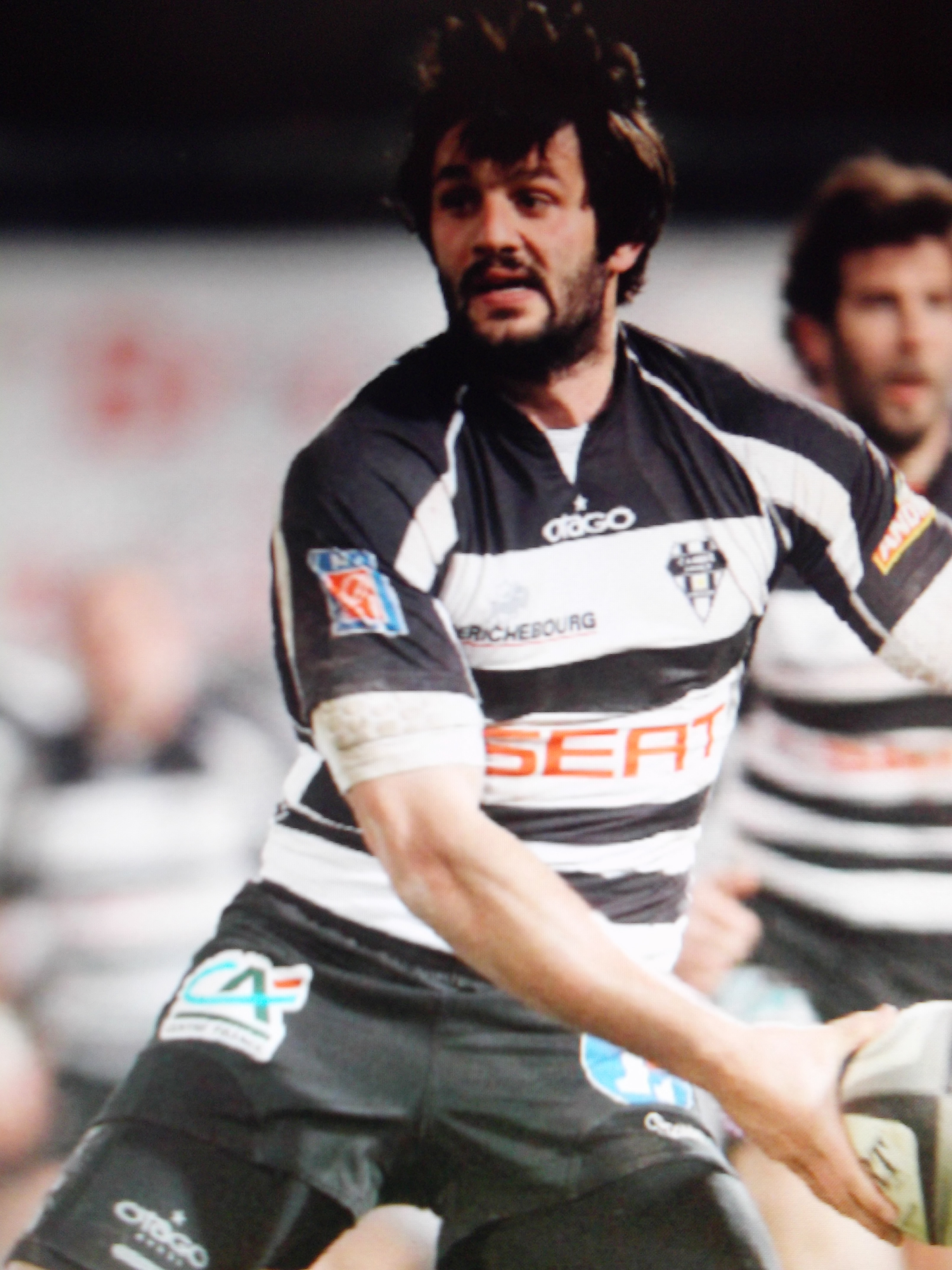
Fabrice Estebanez

| Nom               | Poste 1       | Poste 2        | Période   | Nationalité | Sélections          | Nb de match | Arrive de  | Parti à      |
| ----------------- | ------------- | -------------- | --------- | ----------- | ------------------- | ----------- | ---------- | ------------ |
| Jonathan Elgoyhen | 3e ligne aile |                | 2009-2011 | France      |                     | 3           | AS Béziers | US Montauban |
| Edouard Escalante | Ailier        |                | 1960-1963 | France      |                     | 39          |            |              |
| Serge Espieussas  | 3e ligne aile | Arrière Ailier | 1962-1975 | France      |                     | 106         |            |              |
| Fabrice Estebanez | Centre        |                | 2007-2011 | France      | 3 à XV et 13 à XIII | 87          | UA Gaillac | Racing Métro |

## F
- Haut – A
- B
- C
- D
- E
- F
- G
- H
- I
- J
- K
- L
- M
- N
- O
- P
- Q
- R
- S
- T
- U
- V
- W
- X
- Y
- Z

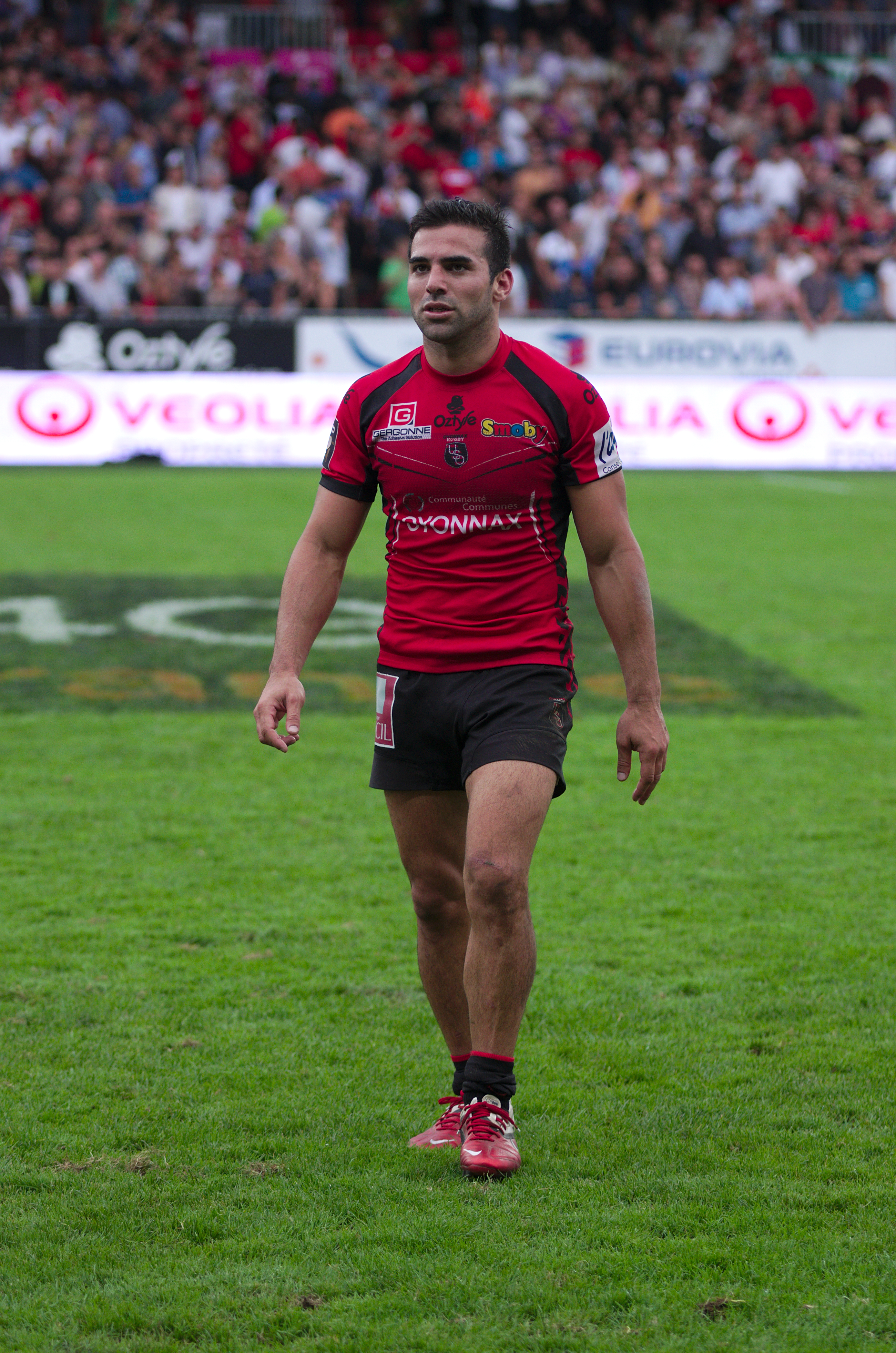
Agustin Figuerola
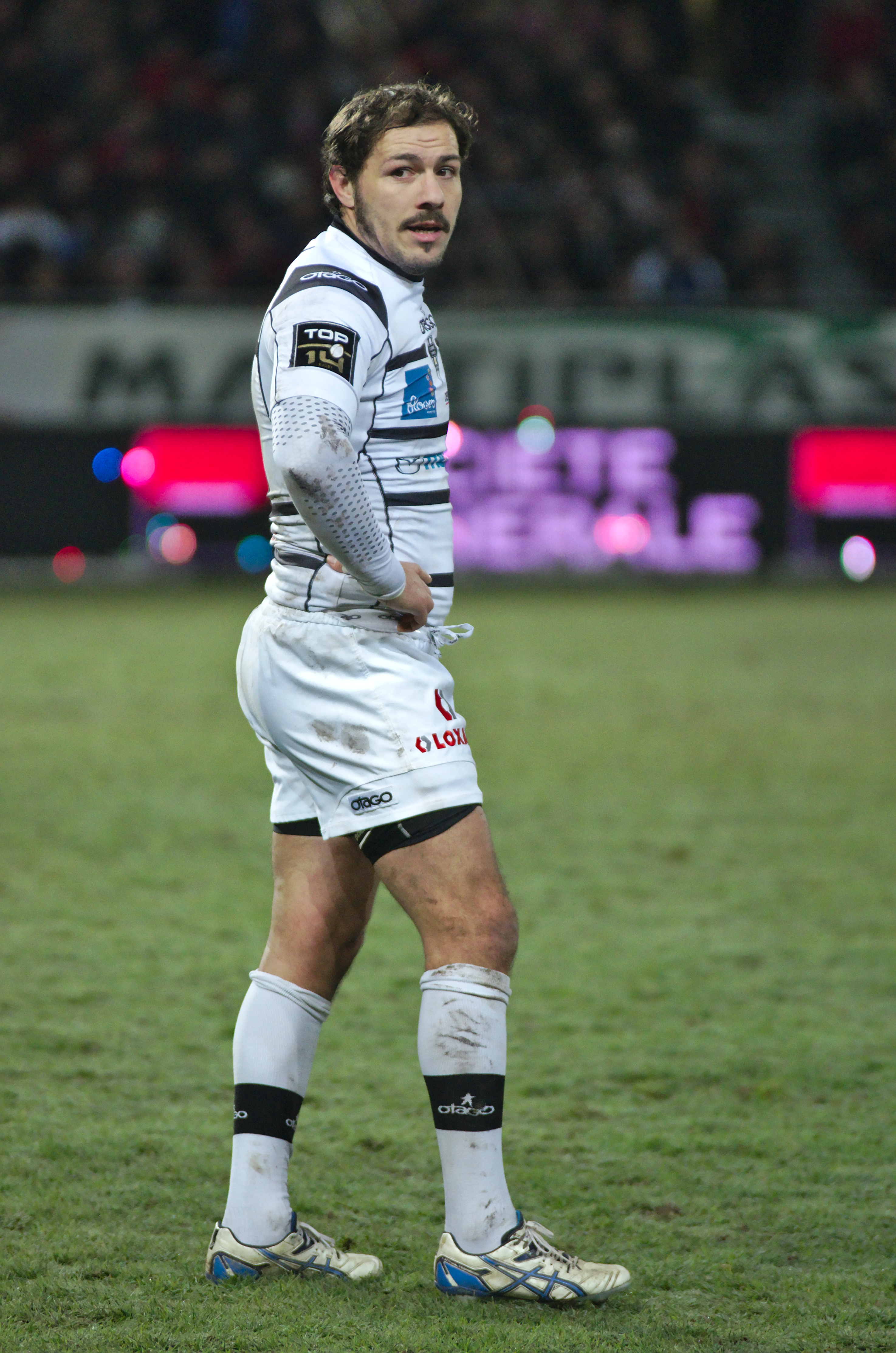
Laurent Ferrères

| Nom               | Poste 1          | Poste 2          | Période       | Nationalité | Sélections            | Nb de match | Arrive de          | Part à            |
| ----------------- | ---------------- | ---------------- | ------------- | ----------- | --------------------- | ----------- | ------------------ | ----------------- |
| So'otala Fa'aso'o | 3e ligne centre  | 3e ligne aile    | 2018-En cours | Samoa       |                       | 60 En cours | Racing 92          |                   |
| Gérald Fabre      | Ailier           |                  | 1996-1998     | France      |                       | 22          | US Montauban       | SU Agen           |
| Jean-Louis Fabre  | 3e ligne aile    | 3e ligne centre  | 1979-1981     | France      |                       |             |                    |                   |
| Nicolas Faltrept  | Demi de mêlée    |                  | 2012-2013     | France      |                       | 2           | Formé au club      | Lille MR          |
| Terry Fanolua     | Centre           |                  | 2006-2008     | Samoa       | 27                    | 28          | Gloucester RFC     | Bugue AC          |
| André Farfart     | Pilier           | 2e ligne         | 1952-1963     | France      |                       | 90          |                    |                   |
| Roger Fargearel   | 2e ligne         |                  | 1943-1950     | France      |                       |             |                    |                   |
| Didier Faugeron   | Ailier           | Arrière Centre   | 1982-1995     | France      | France A' et France B | 257         | Formé au club      | Arrêt             |
| Jean-Luc Faup     | 3e ligne centre  |                  | 1982-1983     | France      |                       |             |                    |                   |
| Saia Fekitoa      | Centre           |                  | 2006-2008     | Tonga       |                       | 8           | Formé au club      | Bordeaux Bègles   |
| José Fernandez    | 3e ligne aile    |                  | 1975-1979     | France      |                       |             |                    |                   |
| Laurent Ferrères  | Arrière          |                  | 2012-2014     | France      | Rugby à sept          | 34          | Bordeaux Bègles    | CA Lormont        |
| Said Filali       | 3e ligne aile    |                  | 1987-1993     | France      |                       | 37          | US Ussel           | Castres olympique |
| Roger Fite        | 3e ligne centre  | 2e ligne         | 1961-1977     | France      | 2                     | 192         | Stade Cadurcien    | SC Tulle          |
| Agustin Figuerola | Demi de mêlée    | Demi d'ouverture | 2010-2012     | Argentine   | 7                     | 36          | CA San Isidro      | US Oyonnax        |
| Yann Fior         | Arrière          | Ailier Centre    | 2011-2013     | France      |                       | 3           | Biarritz olympique | Arrêt             |
| Peter Fitzsimons  | 2e ligne         |                  | 1985-1989     | Australie   | 7                     | 84          | Rugby Rovigo       | ?                 |
| Riki Flutey       | Centre           | Demi d'ouverture | 2009-2010     | Angleterre  | 14                    | 5           | London Wasps       | London Wasps      |
| Vincent Forgues   | 3e ligne aile    |                  | 2006-2012     | France      | -19 ans et -21 ans    | 95          | Section paloise    | CA Lormont        |
| Richard Fourcade  | Deuxième ligne   |                  | 2018-En cours | France      |                       | 9 En cours  | Stade aurillacois  |                   |
| Bernard Fournier  | Demi d'ouverture |                  | 1972-1974     | France      |                       |             |                    |                   |
| Jean Foussat      | Centre           | Demi d'ouverture | 1950-1954     | France      | 9 en rugby à XIII     | 36          |                    |                   |
| Scott Franklin    | Pilier           |                  | 2007-2008     | Canada      | 2                     | 6           | Castaway Wanderers | Cornish Pirates   |
| Claude Freygefond | Demi d'ouverture | Arrière          | 1956-1959     | France      |                       | 41          |                    |                   |
| Claude Freyssinet | Pilier           | 3e ligne centre  | 1957-1970     | France      |                       | 153         |                    |                   |
| Hervé Freyssinet  | 3e ligne aile    |                  | 1971-1974     | France      |                       | 10          |                    |                   |

## G

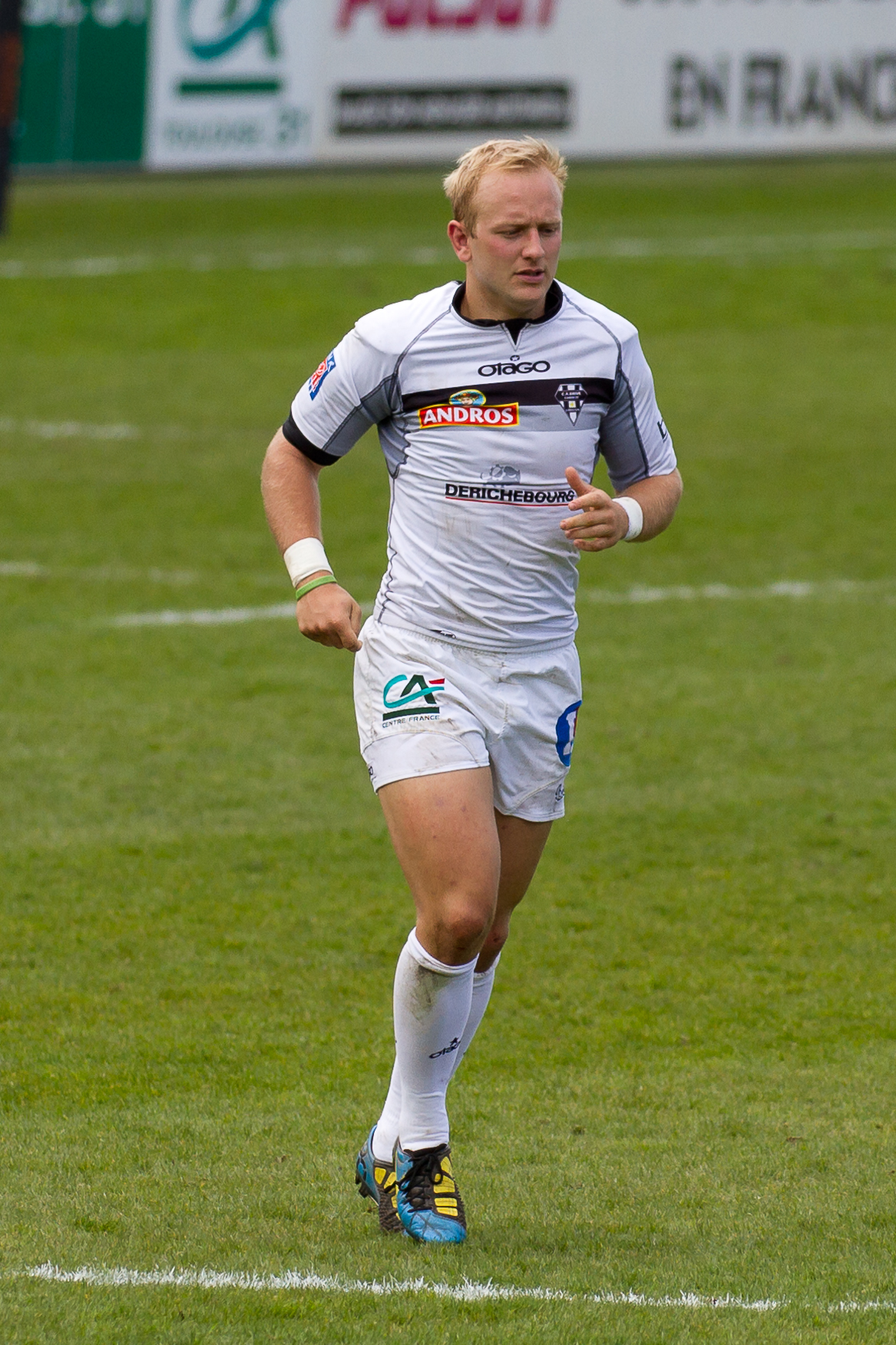
Shane Geraghty
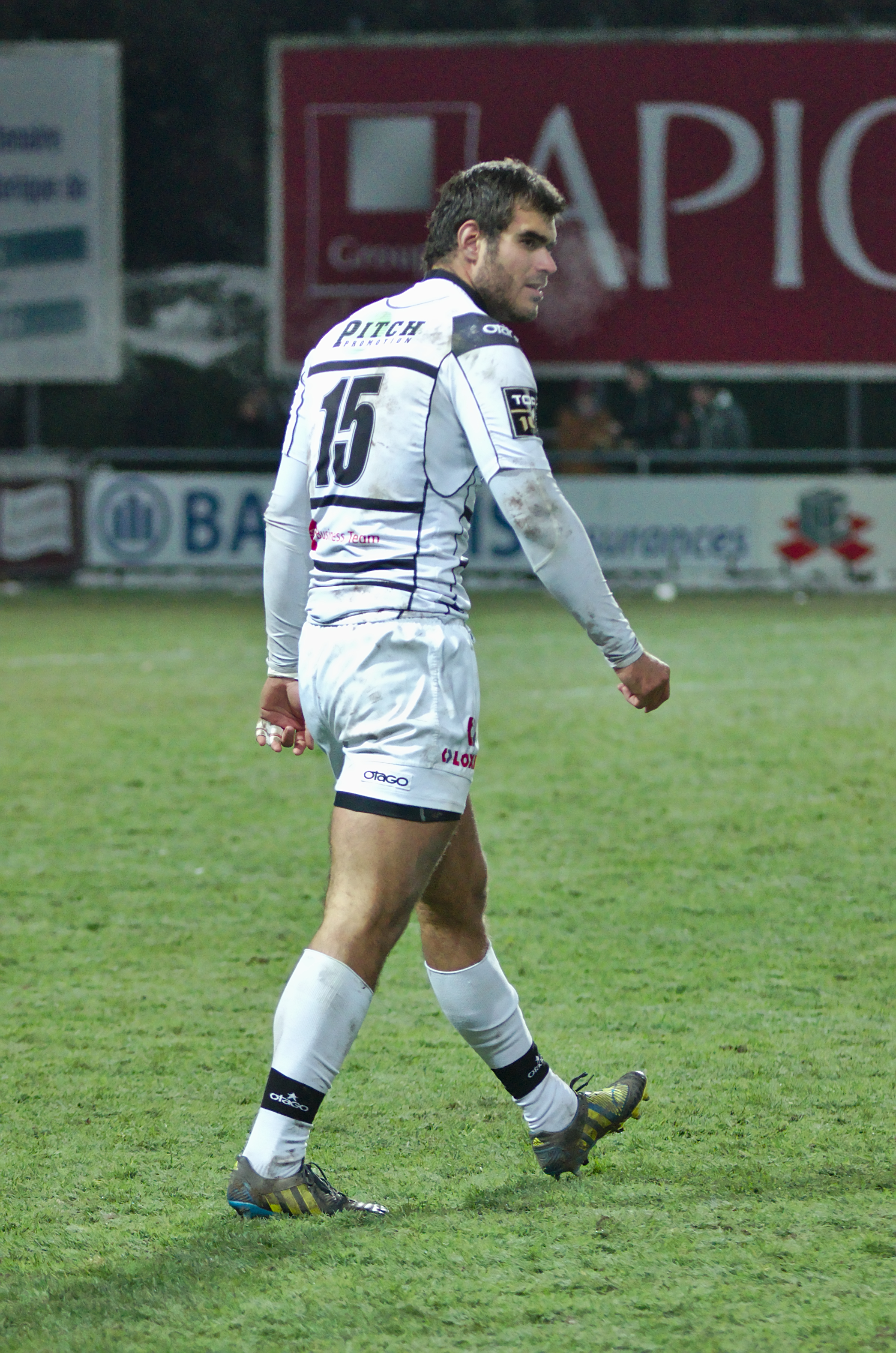
Gaëtan Germain

- Haut – A
- B
- C
- D
- E
- F
- G
- H
- I
- J
- K
- L
- M
- N
- O
- P
- Q
- R
- S
- T
- U
- V
- W
- X
- Y
- Z

- Shane Geraghty
- Gaëtan Germain

| Nom                 | Poste 1          | Poste 2         | Période             | Nationalité    | Sélections | Nb de match  | Arrive de                      | Parti à          |
| ------------------- | ---------------- | --------------- | ------------------- | -------------- | ---------- | ------------ | ------------------------------ | ---------------- |
| Daniel Gaillegot    | Ailier           |                 | 1977-1986           | France         |            | 93           |                                |                  |
| Sevenaia Galala     | Ailier           | Centre          | 2011-En cours       | Fidji          | 2          | 124 En cours | Formé au club                  |                  |
| Guillaume Galletier | Centre           |                 | 2019-En cours       | France         |            | 21 En cours  | Montpellier HR                 |                  |
| Gilles Galvin       | 3e ligne aile    | 3e ligne centre | 1978-1984           | France         |            | 71           |                                |                  |
| Jonathan Garcia     | Pilier           |                 | 2009-2010           | France         |            | 12           | Stade rochelais                | Stade rochelais  |
| Robert Garrouste    | Talonneur        |                 | 1977-1982           | France         |            | 54           |                                |                  |
| Jacques Genois      | 2e ligne         |                 | 1969-1986           | France         |            | 222          | Formé au club                  | Arrêt            |
| Shane Geraghty      | Centre           |                 | 2011-2012           | Angleterre     | 6          | 11           | Northampton                    | London Irish     |
| Hendrik Gerber      | 3e ligne aile    |                 | 2006-2007           | Afrique du Sud | 2          | 14           | Stormers                       | ?                |
| Gaëtan Germain      | Arrière          | Ailier          | 2013-2018           | France         |            | 117          | Racing Métro                   | FC Grenoble      |
| Mark Giacheri       | 2e ligne         |                 | 1999-2000           | Italie         | 49         | 14           | West Hartlepool RFC            | Sale Sharks      |
| Philippe Gilibert   | 2e ligne         | 3e ligne centre | 1983-1990           | France         |            | 112          | Formé au club                  | US Ussel         |
| Pascal Giordani     | Centre           |                 | 2004-2006           | France         | 2          | 17           | USA Perpignan                  | ?                |
| Otar Giorgadze      | 3e ligne aile    | 3e ligne centre | 2018-En cours       | Géorgie        | 19         | 34 En cours  | ASM Clermont Auvergne          |                  |
| Luka Goginava       | Pilier           |                 | 2018-2019           | Géorgie        | 11         |              | Racing 92                      | Soyaux Angoulême |
| Andy Goode          | Demi d'ouverture | Arrière         | 2008-2010           | Angleterre     | 17         | 36           | Leicester Tigers               | Sharks           |
| Michel Gounet       | 3e ligne aile    |                 | 1956-1958           | France         |            | 20           |                                |                  |
| Jean-Jacques Gourdy | Ailier           |                 | 1968-1970 1972-1976 | France         |            | 56           | Formé au club Stade toulousain | Stade toulousain |
| Léo Griffoul        | Arrière          |                 | 2012-2013           | France         |            | 4            | RC Narbonne                    | FC Auch          |
| Alain Guettache     | Demi d'ouverture |                 | 1991- ?             | France         |            |              | US Fumel                       | ?                |

## H

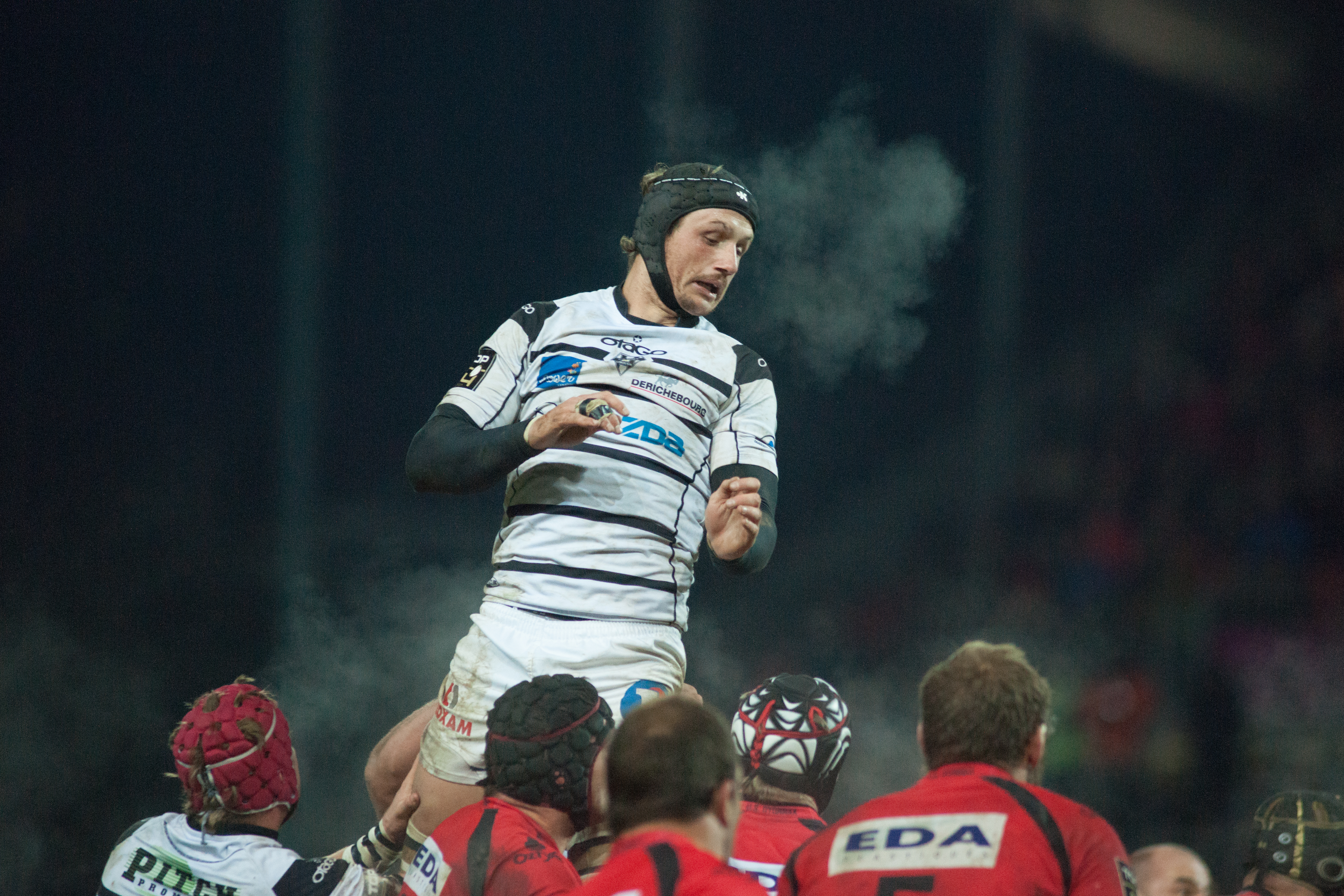
Petrus Hauman
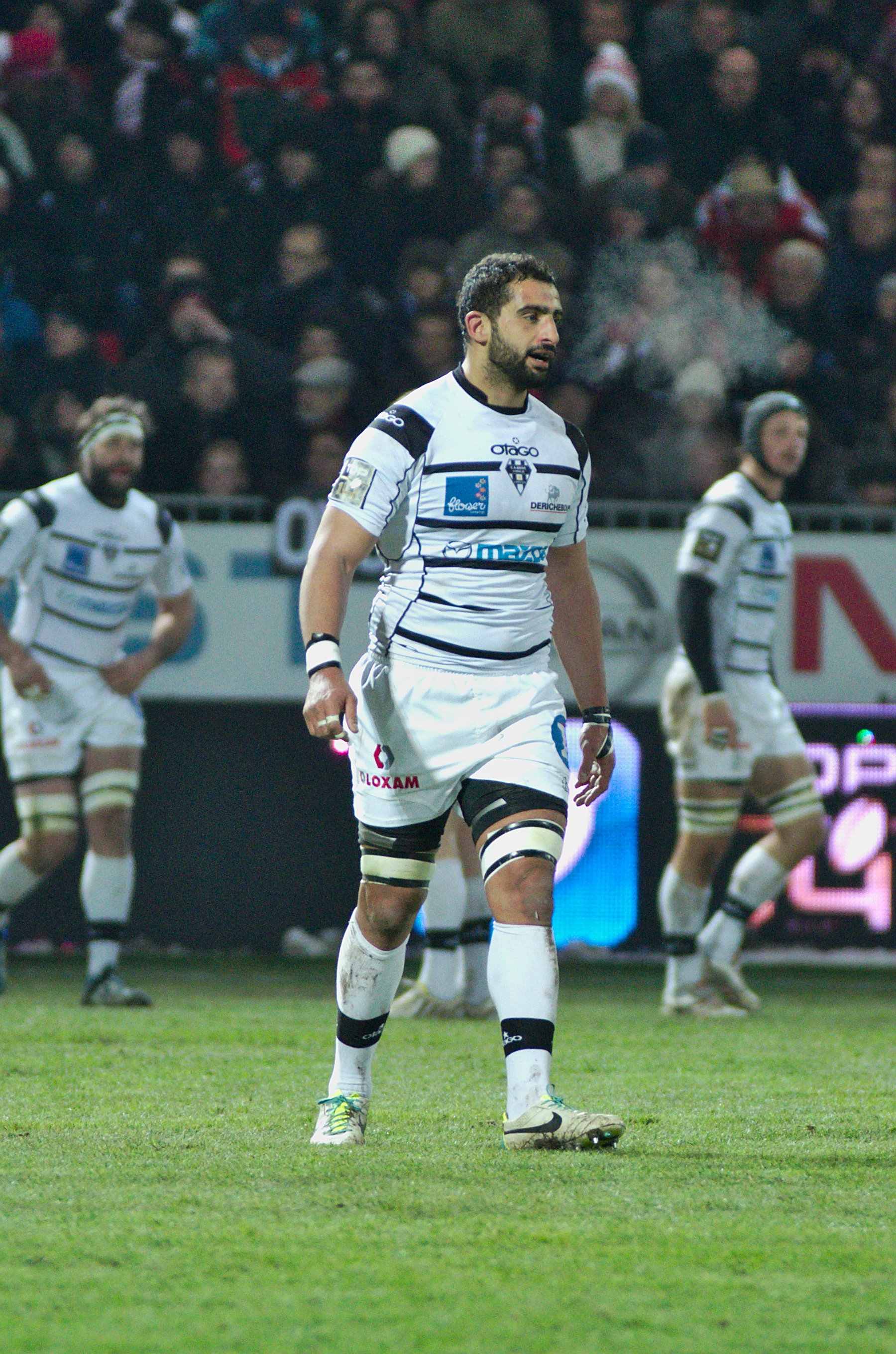
Saïd Hireche
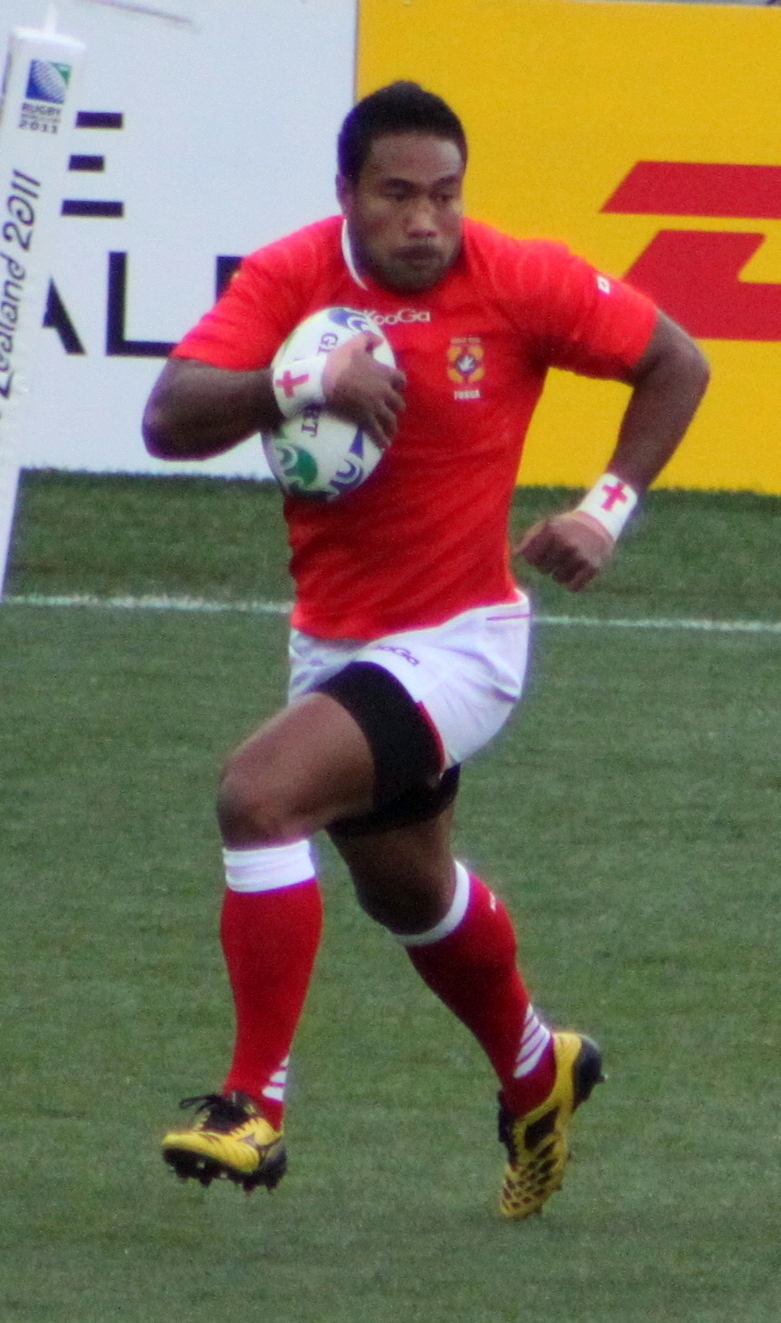
Suka Hufanga

- Haut – A
- B
- C
- D
- E
- F
- G
- H
- I
- J
- K
- L
- M
- N
- O
- P
- Q
- R
- S
- T
- U
- V
- W
- X
- Y
- Z

- Petrus Hauman
- Saïd Hireche
- Suka Hufanga

| Nom              | Poste 1          | Poste 2       | Période       | Nationalité    | Sélections   | Nb de match  | Arrive de          | Parti à         |
| ---------------- | ---------------- | ------------- | ------------- | -------------- | ------------ | ------------ | ------------------ | --------------- |
| Luc Hairabetian  | 3e ligne aile    |               | 1990-1991     | France         |              | 1            | Formé au club      | ?               |
| Luke Harbut      | Pilier           |               | 2006-2008     | Angleterre     |              | 32           | Northampton Saints | RC Narbonne     |
| Mitchell Hardy   | Ailier           |               | 2000-2002     | Australie      | 7            | 14           | ACT Brumbies       | Gordon RFC      |
| Dominique Harize | Ailier           | Centre        | 1983-1986     | France         | 9            | 20           | SC Albi            | Cahors          |
| Petrus Hauman    | 3e ligne centre  | 3e ligne aile | 2011-2018     | Afrique du Sud |              | 134          | Stade aurillacois  | Arrêt           |
| Pablo Henn       | Pilier           |               | 2008-2013     | Argentine      | 7            | 80           | US Montauban       |                 |
| Paul Henry       | Pilier           |               | 2012-2014     | France         | -18 ans      | 1            | Formé au club      | ?               |
| Étienne Herjean  | 3e ligne aile    |               | 2017-2018     | France         |              | 11           | RC Narbonne        | US Oyonnax      |
| Enzo Hervé       | Demi d'ouverture |               | 2017-En cours | France         | -18 ans      | 52 En cours  | Formé au club      |                 |
| Cédric Heymans   | Ailier           | Arrière       | 1995-1997     | France         | 54           | 11           | Formé au club      | SU Agen         |
| Saïd Hireche     | 3e ligne aile    |               | 2012-En cours | Algérie        | 1            | 222 En cours | Stade aurillacois  |                 |
| Daniel Hivet     | 2e ligne         |               | 1976-1980     | France         |              |              |                    |                 |
| Suka Hufanga     | Centre           |               | 2006-2009     | Tonga          | 20           | 49           | AS Béziers         | Bugue AC        |
| Simon Hughes     | Pilier           | Talonneur     | 2005-2009     | Angleterre     |              | 5            | Formé au club      | USA Limoges     |
| Robbie Hutton    | 3e ligne aile    |               | 2000-2003     | Angleterre     | Angleterre A | 27           | RC Narbonne        | Stade domontois |

- Haut – A
- B
- C
- D
- E
- F
- G
- H
- I
- J
- K
- L
- M
- N
- O
- P
- Q
- R
- S
- T
- U
- V
- W
- X
- Y
- Z

## I
- Haut – A
- B
- C
- D
- E
- F
- G
- H
- I
- J
- K
- L
- M
- N
- O
- P
- Q
- R
- S
- T
- U
- V
- W
- X
- Y
- Z

| Nom            | Poste 1       | Poste 2 | Période   | Nationalité | Sélections | Nb de match | Arrive de      | Parti à      |
| -------------- | ------------- | ------- | --------- | ----------- | ---------- | ----------- | -------------- | ------------ |
| Pascal Idieder | Pilier        |         | 2008-2011 | France      |            | 71          | FC Auch        | RC Chameyrat |
| Teddy Iribaren | Demi de mêlée |         | 2015-2017 | France      |            | 40          | Montpellier HR | Racing 92    |

## J
- Haut – A
- B
- C
- D
- E
- F
- G
- H
- I
- J
- K
- L
- M
- N
- O
- P
- Q
- R
- S
- T
- U
- V
- W
- X
- Y
- Z

| Nom              | Poste 1          | Poste 2         | Période       | Nationalité | Sélections | Nb de match | Arrive de          | Parti à               |
| ---------------- | ---------------- | --------------- | ------------- | ----------- | ---------- | ----------- | ------------------ | --------------------- |
| Denis Jacq       | Demi d'ouverture | Centre          | 1986-1991     | France      |            | 48          | US Souillac        | US Souillac           |
| Ludovic Jacq     | Pilier           | Talonneur       | 1992-1997     | France      |            | 22          | US Ussel           | ?                     |
| André Jalinat    | Centre           | Ailier          | 1929-1939     | France      |            |             |                    |                       |
| Loïck Jammes     | Talonneur        |                 | 2018-2019     | France      |            | 17          | SU Agen            | Provence rugby        |
| Luka Japaridze   | Pilier           |                 | 2019-En cours | Géorgie     | 1          | 15 En cours | Formé au club      |                       |
| Troy Jaques      | 2e ligne         | 3e ligne aile   | 2000-2001     | Australie   | 2          | 15          | Brumbies           | ASM Clermont          |
| Auguste Jarasse  | Talonneur        |                 | 1944-1949     | France      | 1          |             |                    |                       |
| Nicolas Jeanjean | Arrière          |                 | 2009-2012     | France      | 9          | 29          | Stade français     | Chômage (Sans club)   |
| Giorgi Jgenti    | Pilier           |                 | 2014-2016     | Géorgie     | 3          | 25          | Aviron bayonnais   | ?                     |
| Ben Johnston     | Centre           |                 | 2007-2009     | Angleterre  | 2          | 26          | Saracens           | ?                     |
| James Johnston   | Pilier           |                 | 2017-2020     | Samoa       | 17         | 41          | Worcester Warriors | Rouen Normandie rugby |
| Jean-Luc Joinel  | 3e ligne aile    | 3e ligne centre | 1973-1988     | France      | 51         | 218         | CA Sarlat          | Arrêt                 |
| Damien Jourdain  | Pilier           |                 | 2014-2018     | France      |            | 71          | US Bressane        | US Montauban          |
| Joris Jurand     | Arrière          | Ailier          | 2018-En cours | France      |            | 23 En cours | Montpellier HR     |                       |

## K
- Haut – A
- B
- C
- D
- E
- F
- G
- H
- I
- J
- K
- L
- M
- N
- O
- P
- Q
- R
- S
- T
- U
- V
- W
- X
- Y
- Z

| Nom                    | Poste 1         | Poste 2         | Période       | Nationalité | Sélections | Nb de match | Arrive de           | Part à           |
| ---------------------- | --------------- | --------------- | ------------- | ----------- | ---------- | ----------- | ------------------- | ---------------- |
| Gregory Kacala         | 3e ligne aile   |                 | 1996-1997     | Pologne     |            | 15          | FC Grenoble         | Cardiff RFC      |
| Vasil Kakovin          | Pilier          |                 | 2010-2012     | Géorgie     | 13         | 38          | Formé au club       | Stade toulousain |
| Kitione Kamikamica     | 3e ligne aile   | 3e ligne centre | 2019-En cours | Fidji       | 1          | 31 En cours | RC Vannes           |                  |
| Vano Karkadze          | Talonneur       |                 | 2019-En cours | Géorgie     | 6          | 2 En cours  | Stade aurillacois   |                  |
| Davit Khinchaguishvili | Pilier          |                 | 2007-2013     | Géorgie     | 28         | 127         | CS Bourgoin-Jallieu | Racing Métro     |
| Georges Kierasinsky    | Centre          |                 | 1973-1976     | France      |            |             |                     |                  |
| Sisa Koyamaibole       | 3e ligne centre | 2e ligne        | 2013-2018     | Fidji       | 36         | 93          | UA Libourne,        | US Bergerac      |
| Romain Kusiolek        | Demi de mêlée   |                 | 2012-2014     | France      |            | 3           | Formé au club       | CA Périgueux     |

## L
- Haut – A
- B
- C
- D
- E
- F
- G
- H
- I
- J
- K
- L
- M
- N
- O
- P
- Q
- R
- S
- T
- U
- V
- W
- X
- Y
- Z

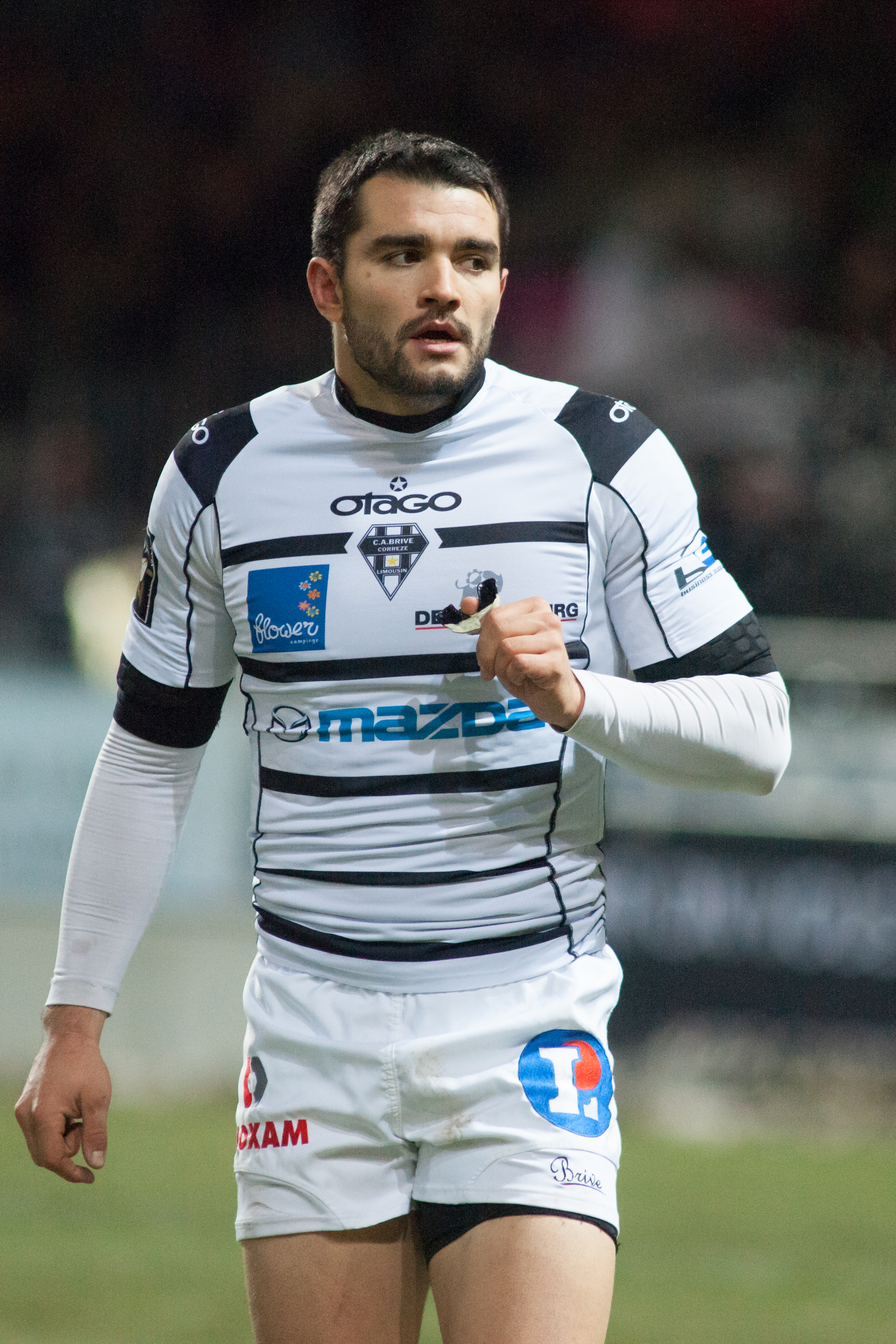
Thomas Laranjeira
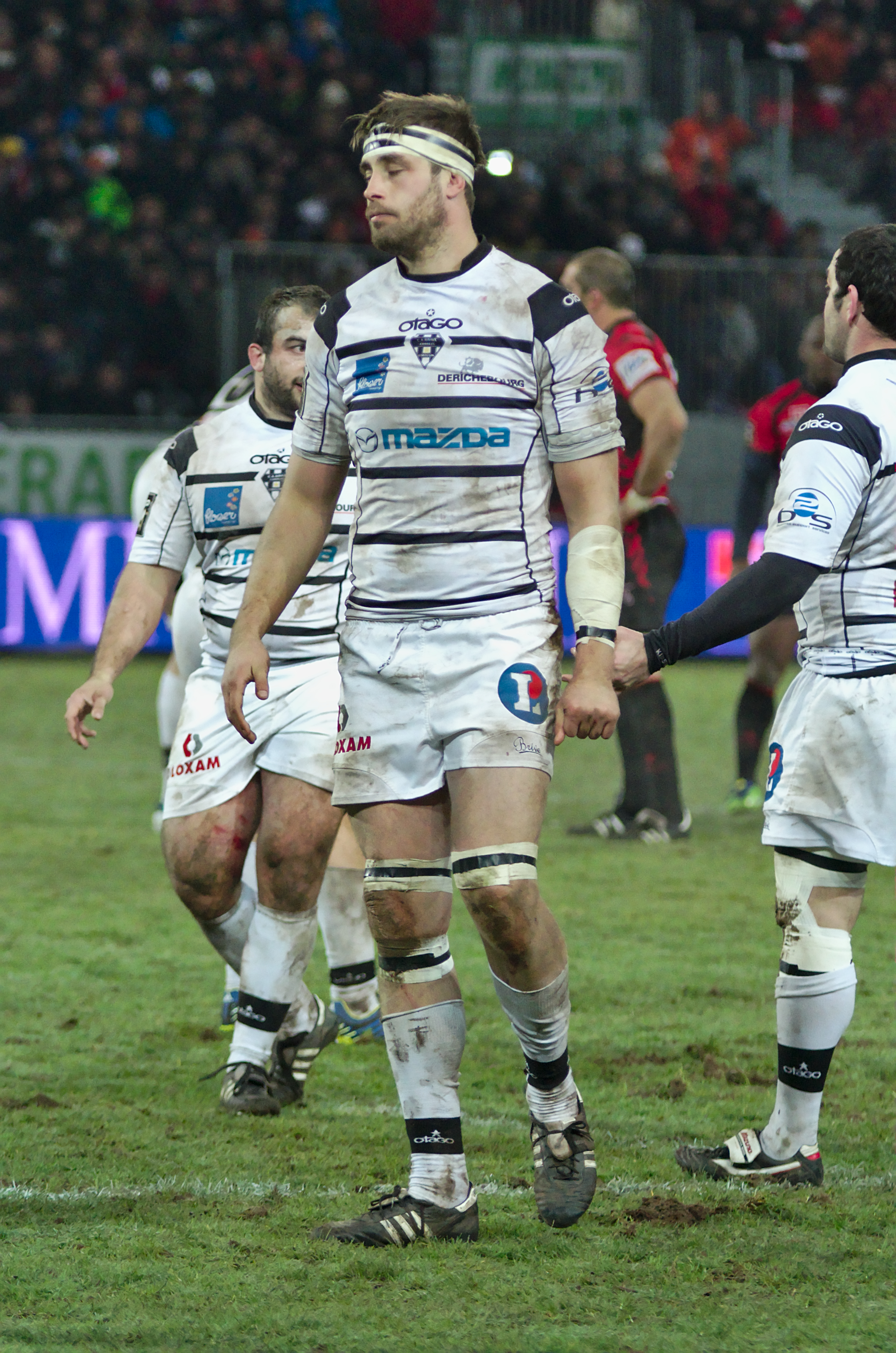
Julien Le Devedec

| Nom                    | Poste 1          | Poste 2                | Période                 | Nationalité    | Sélections                                   | Nb de match  | Arrive de                              | Parti à                              |
| ---------------------- | ---------------- | ---------------------- | ----------------------- | -------------- | -------------------------------------------- | ------------ | -------------------------------------- | ------------------------------------ |
| Thierry Labrousse      | 3e ligne centre  |                        | 1995-1997               | France         | 2                                            | 28           | CA Périgueux                           | Castres olympique                    |
| Georges Lacarra        | Demi de mêlée    |                        | 1909-1913               | France         |                                              |              |                                        |                                      |
| Bernard Lachassagne    | Pilier           |                        | 1968-1981               | France         | Militaire                                    | 111          |                                        |                                      |
| Marcel Lacombe         | 3e ligne aile    |                        | 1952-1957 1958-1961     | France         |                                              | 82           |                                        |                                      |
| Virgile Lacombe        | Talonneur        |                        | 2011-2012               | France         |                                              | 20           | Stade toulousain                       | Stade toulousain                     |
| Joseph Lacoste         | Arrière          |                        | 1922-1928               | France         |                                              |              |                                        |                                      |
| Pierre-Philippe Lafond | Pilier           |                        | 2006-2007               | France         | -21 ans et Universitaire                     | 14           | US Montauban                           | Aviron bayonnais                     |
| Damien Lagrange        | 2e ligne         |                        | 2017-2019               | France         |                                              | 25           | Stade rochelais                        | Provence rugby                       |
| Julien Laharrague      | Arrière          |                        | 2003-2005               | France         | 12                                           | 44           | AS Béziers                             | USA Perpignan                        |
| Albert Lajugie         | Pilier           |                        | 1930-1946               | France         |                                              |              |                                        |                                      |
| Sébastien Laloo        | Demi d'ouverture |                        | 2002-2005               | France         |                                              | 54           | CA Bègles-Bordeaux                     | Tarbes Pyrénées                      |
| Christophe Lamaison    | Demi d'ouverture | Centre ou Arrière      | 1996-2000               | France         | 36                                           | 56           | Aviron bayonnais                       | SU Agen                              |
| David Laperne          | Pilier           |                        | 1997-1998               | France         | 1                                            | 16           | US Dax                                 | Section paloise                      |
| Benjamin Lapeyre       | Ailier           | Arrière                | 2016-2018               | France         |                                              | 36           | Stade rochelais                        | AS Béziers                           |
| Thomas Laranjeira      | Demi d'ouverture |                        | 2011-En cours           | France         |                                              | 156 En cours | Formé au club                          |                                      |
| Christophe Larroque    | 2e ligne         |                        | 1990-1995               | France         |                                              | 52           | Lombez Samatan Club                    | ?                                    |
| Bernard Laroussinie    | 2e ligne         |                        | 1978-1980               | France         |                                              |              |                                        |                                      |
| Fabien Laurent         | 3e ligne aile    |                        | 2004-2006 2013-2015     | France         | -19 ans, -21 ans, Universitaire et rugby à 7 | 9            | Formé au club US Oyonnax               | Lyon OU ?                            |
| Philippe Laval         | Pilier           |                        | 1984-1989               | France         |                                              | 80           |                                        |                                      |
| Victor Laval           | Pilier           |                        | 2010-2014               | France         |                                              | 11           | Formé au club                          | US Carcassonne                       |
| Raphaël Lavaud         | 2e ligne         | 3e ligne aile          | 1907-1911               | France         | 2                                            |              | US Carcassonne                         | Stade Niortais                       |
| Damien Lavergne        | Pilier           |                        | 2012-2017               | France         |                                              | 22           | Formé au club                          | Soyaux Angoulême                     |
| Félix Le Bourhis       | Centre           |                        | 2017-2019               | France         | 1                                            | 38           | Aviron bayonnais                       | US Carcassonne                       |
| Julien Le Devedec      | 2e ligne         | Troisième ligne centre | 2010-2014 2016-2018     | France         | 12                                           | 117          | Stade toulousain Union Bordeaux Bègles | Union Bordeaux Bègles Montpellier HR |
| Nicolas Le Roux        | Arrière          |                        | 2000-2005 2006-2008     | France         | Scolaire, Militaire et rugby à 7             | 44 18        | Racing club de France Worcester        | Worcester Stade montois              |
| Victor Lebas           | 2e ligne         |                        | 2013-2016 2018-En cours | France         |                                              | 53 En cours  | Formé au club Soyaux Angoulême         | Soyaux Angoulême En cours            |
| Nico Lee               | Centre           |                        | 2019-En cours           | Afrique du Sud |                                              | 27 En cours  | Cheetahs                               |                                      |
| Mitch Lees             | 2e ligne         |                        | 2019-En cours           | Australie      |                                              | 31 En cours  | Exeter Chiefs                          |                                      |
| Roland Lefevre         | 3e ligne centre  |                        | 1956-1963               | France         | 1                                            | 91           | Formé au club                          | Stade aurillacois                    |
| Cédric Leite           | Centre           | Ailier                 | 1997-2006               | France         |                                              | 137          | Formé au club                          | Lyon OU                              |
| Na'ama Leleimalefaga   | Pilier           |                        | 2017-2018               | Samoa          | 2                                            | 8            | Worcester Warriors                     | Rouen Normandie rugby                |
| Simon Lemalu           | Pilier           |                        | 2006-2007               | Samoa          | 5                                            | 5            | Counties Manukau RU                    | Counties Manukau RU                  |
| Georges Lescure        | Centre           | Demi d'ouverture       | 1933-1945               | France         |                                              |              |                                        |                                      |
| Régis Lespinas         | Centre           |                        | 2004-2005 2010-2011     | France         | -19 ans et -21 ans                           | 9 24         | Formé au club US Montauban             | Montpellier RC Lyon OU               |
| Bernard Letourmy       | Ailier           |                        | 1950-1959               | France         |                                              | 72           |                                        |                                      |
| Tamato Leupolu         | Pilier           |                        | 2013-2014               | Samoa          | 7                                            | 8            | Union Bordeaux Bègles                  | ?                                    |
| Marcel Lewin           | 3e ligne aile    | 3e ligne centre        | 1964-1978               | France         | Scolaire, Junior et France B                 | 181          | US Ussel                               | Arrêt                                |
| Vickus Liebenberg      | 2e ligne         |                        | 2007-2009               | Afrique du Sud |                                              | 10           | Natal Sharks                           | Aironi                               |
| Norman Ligairi         | Arrière          |                        | 2006-2009               | Fidji          | 60                                           | 46           | Secom Rugguts (en)                     | Stade rochelais                      |
| Vasil Lobzhanidze      | Demi de mêlée    |                        | 2016-En cours           | Géorgie        | 58                                           | 57 En cours  | RC Armazi Tbilisi                      |                                      |
| François Lombard       | Demi de mêlée    | 3e ligne aile          | 1955-1957               | France         |                                              |              | FC Digoin                              | SC Tulle                             |
| Gilles Lopez           | Demi d'ouverture |                        | 1985-1986 1989-1990     | France         |                                              | 9            | Formé au club SC Tulle                 | SC Tulle Blagnac SCR                 |
| Patrick Louchart       | Pilier           |                        | 1971-1978               | France         |                                              | 17           | ASPO Brive                             | US Souillac                          |
| Bernard Louradour      | 2e ligne         |                        | 1989-94                 | France         |                                              | 59           | Formé au club                          | ?                                    |
| Poutasi Luafutu        | 3e ligne aile    |                        | 2011-2013 2014-2018     | Australie      |                                              | 117          | Tasman RU Union Bordeaux Bègles        | Union Bordeaux Bègles Provence rugby |
| Patrick Lubungu        | 2e ligne         |                        | 1997-1998               | Zaïre          | 1                                            | 12           | FCS Rumilly                            | FC Grenoble                          |
| Christophe Lucquiaud   | Ailier           |                        | 1995-1996               | France         |                                              | 16           | Castres olympique                      | Castres olympique                    |

## M
- Haut – A
- B
- C
- D
- E
- F
- G
- H
- I
- J
- K
- L
- M
- N
- O
- P
- Q
- R
- S
- T
- U
- V
- W
- X
- Y
- Z

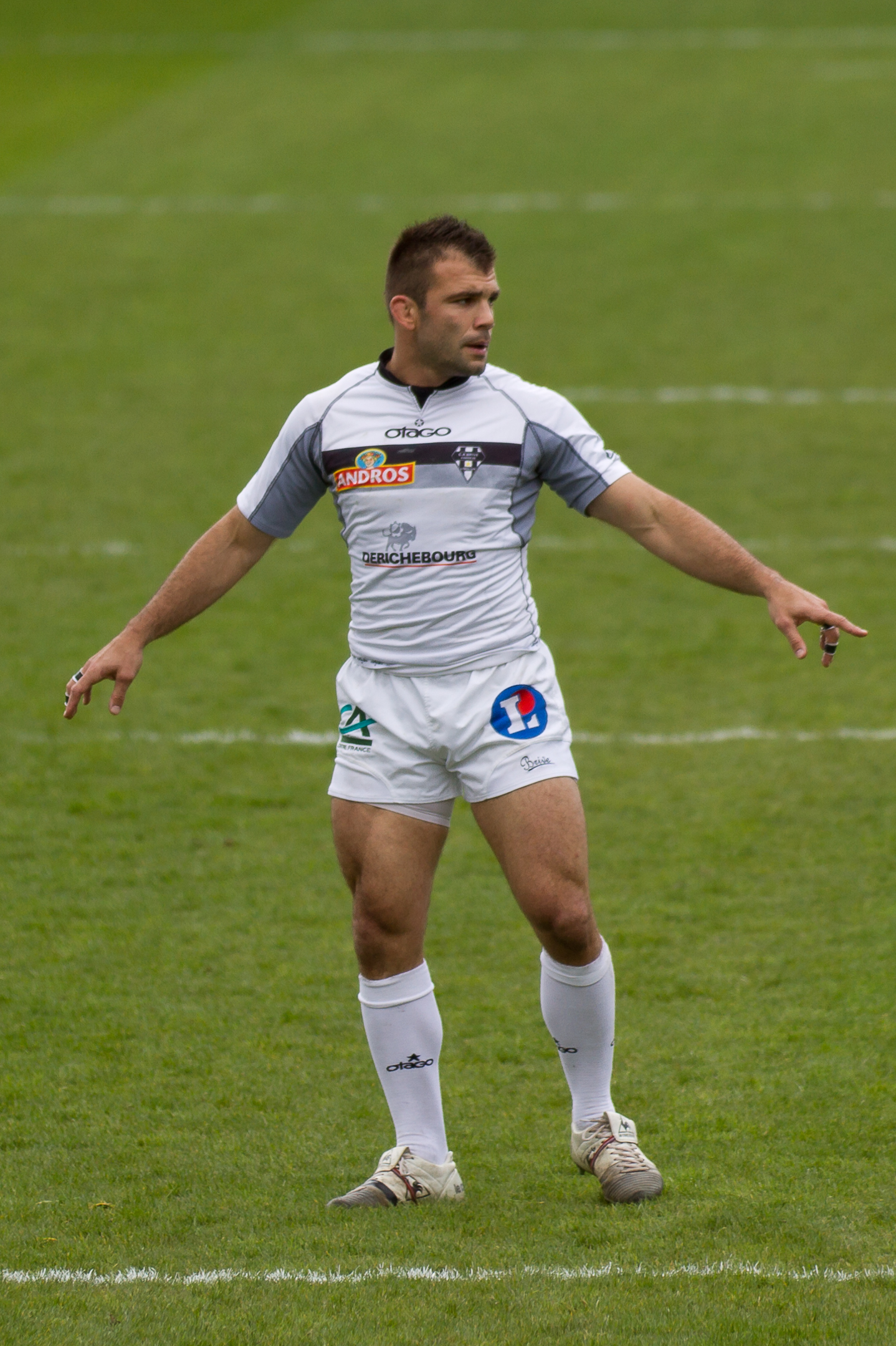
Arnaud Mignardi
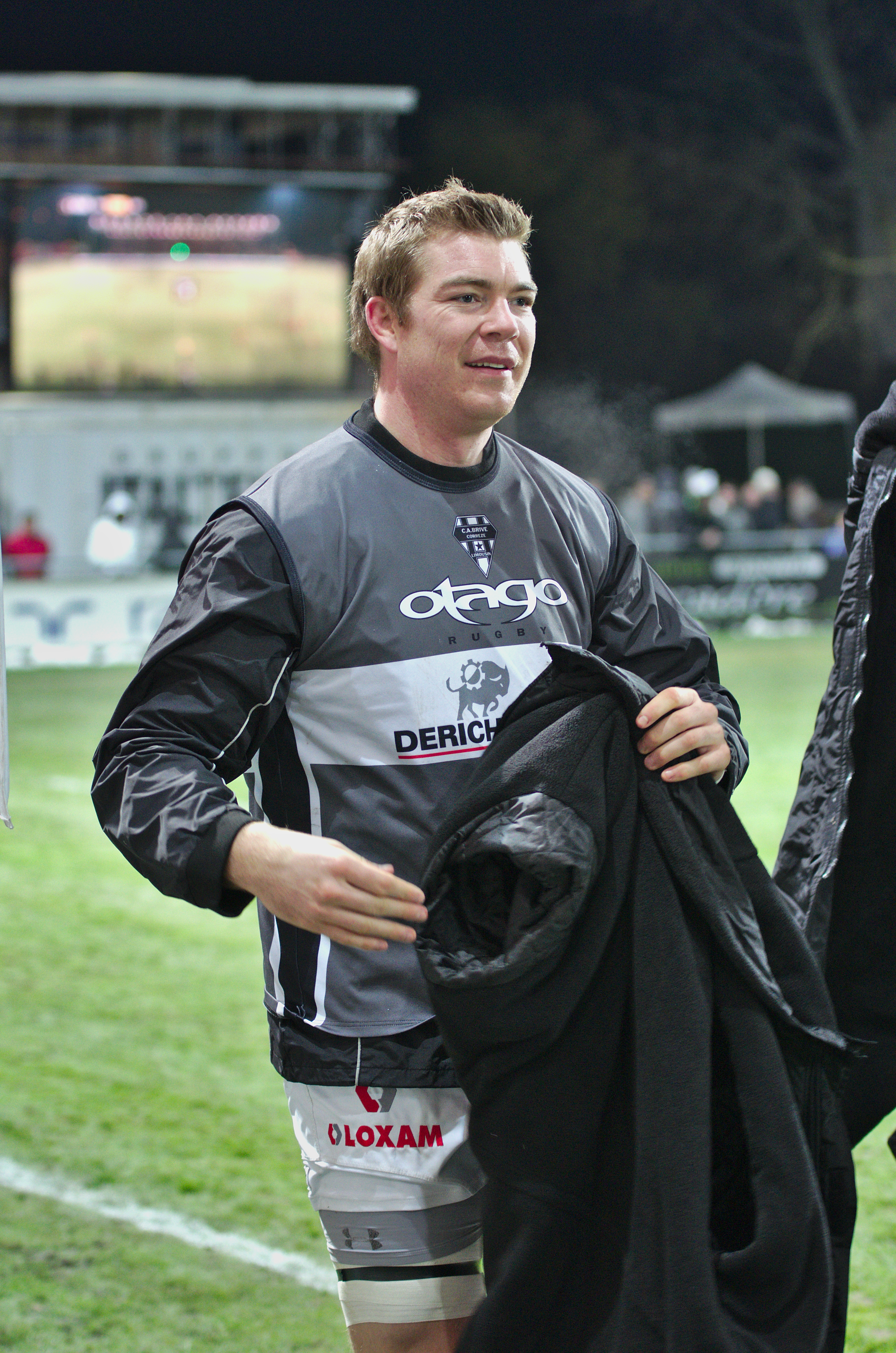
Kieran Murphy (en)

| Nom                    | Poste 1              | Poste 2         | Période             | Nationalité         | Sélections              | Nb de match | Arrive de                    | Parti à                          |
| ---------------------- | -------------------- | --------------- | ------------------- | ------------------- | ----------------------- | ----------- | ---------------------------- | -------------------------------- |
| Lachlan MacKay         | Centre               |                 | 2008-2010           | Australie           | 1                       | 18          | Western Force                | Leeds Carnegie                   |
| Alfie Mafi             | Ailier               | Arrière         | 2013-2018           | Australie           | Australie -19a          | 53          | Western Force                | SC Albi                          |
| Hugo Maffini           | 3e ligne centre      |                 | 1981-1984           | Argentine           | 1                       | 38          |                              |                                  |
| Gérard Magnac          | 3e ligne centre      | 2e ligne        | 1974-1977           | France              |                         | 51          | CA Périgueux                 | US Bergerac                      |
| Philippe Magnac        | Ailier Arrière       |                 | 1979-1984           | France              |                         | 27          | US Souillac                  |                                  |
| Olivier Magne          | 3e ligne aile        |                 | 1997-1999 2007-2008 | France              | 90                      | 10          | US Dax London Irish          | ASM Clermont CA Brive            |
| Grégory Mahé           | Demi de mêlée        |                 | 2007-2008           | France              |                         | 29          | RC Narbonne                  | Pays d'Aix RC                    |
| Andrew Ma'ilei         | Centre               |                 | 2013-2015           | Tonga               |                         | 33          | Union Bordeaux Bègles        | RO Grasse                        |
| Dan Malafosse          | 2e ligne             |                 | 2019-2021           | France              |                         | 3           | Section paloise              | US Montauban                     |
| Michel Malafosse       | 3e ligne aile        |                 | 1998-2003           | France              | 5                       | 45          |                              |                                  |
| Alexandre Maleyrie     | 3e ligne aile        | 3e ligne centre | 2003-2007           | France              |                         | 39          |                              |                                  |
| Lionel Mallier         | 3e ligne aile        |                 | 1997-2000 2004-2006 | France              | 5                       | 5 47        | FC Grenoble USA Perpignan    | Section paloise Lyon OU          |
| Yvan Manhès            | 2e ligne             |                 | 1995-2007           | France              | Junior et France A      | 165         | Stade aurillacois            | AS Saint-Junien                  |
| Alexandru Manta        | 3e ligne aile        |                 | 2007-2009           | Roumanie            | 27                      | 34          | Castres olympique            | Lyon OU                          |
| Benoît Manteaux        | Centre               |                 | 2008-2011           | France              |                         | 3           | Formé au club                | US Montauban                     |
| Peet Marais            | 2e ligne             |                 | 2014-2021           | Afrique du Sud      |                         | 102         | Natal Sharks                 | Arrêt                            |
| Retief Marais          | 2e ligne             | 3e ligne centre | 2017-En cours       | Afrique du Sud      |                         | 49 En cours | Formé au club                |                                  |
| Clément Marienval      | Ailier               |                 | 2004-2006 2011-2012 | France              |                         | 10 10       | CA Bègles-Bordeaux RC Toulon | Lyon OU Stade rochelais          |
| Alexandre Markarian    | Talonneur            |                 | 1951-1957           | France              | France B                | 74          |                              |                                  |
| Alain Marot            | Arrière              | Centre Arrière  | 1966-1980           | France              | 9                       | 178         |                              |                                  |
| Michel Marot           | Centre               |                 | 1962-1974           | France              | Militaire et France B   | 142         |                              |                                  |
| Samuel Marques         | Demi de mêlée        |                 | 2017-2019           | Portugal            | 4                       | 55          | Stade toulousain             | Section paloise                  |
| Mamuka Magrakvelidze   | Pilier               |                 | 2002                | Géorgie             |                         | 12          |                              | Montpellier HR                   |
| Pierre Marsaud         | Pilier               |                 | 1955-1968           | France              |                         | 48          |                              |                                  |
| Christian Martin       | 2e ligne             |                 | 1991-1993           | France              |                         | 1           | Formé au club                |                                  |
| Louis Martin           | Talonneur            |                 | 2016-2018           | France              |                         | 1           | Formé au club                | Stade niçois                     |
| Daniel Martinaud       | 3e ligne aile        | 3e ligne centre | 1965-1975           | France              | Junior                  | 37          |                              |                                  |
| Bruno Marty            | Demi de mêlée        |                 | 1990-1993           | France              |                         | 54          | ?                            | Lyon OU                          |
| Daniel Marty           | Centre               |                 | 1972-1982           | France              |                         | 141         |                              |                                  |
| Benito Masilevu        | Ailier               |                 | 2014-2018           | Fidji               | 8                       | 78          | Marist College               | SU Agen                          |
| Tabai Matson           | Centre               |                 | 1998-2000           | Fidji               | 2                       | 20          |                              |                                  |
| Thierry Maurin         | Centre               |                 | 1992-1994           | France              |                         | 6           | SA Hagetmau                  | SC Tulle                         |
| Jean-Baptiste Mazoué   | 3e ligne aile        |                 | 2010-2011           | France              |                         | 1           | Formé au club                | Équipe de France de rugby à sept |
| Nadir Megdoud          | Ailier               |                 | 2017-2018           | France              |                         | 8           | Formé au club                | Arrêt                            |
| Arnaud Méla            | 2e ligne             |                 | 2008-2017           | France              | 4                       | 196         | SC Albi                      | Arrêt                            |
| Charles Menden         | 3e ligne aile        |                 | 1942-1947           | France              |                         |             |                              |                                  |
| Joël Merlaud           | 2e ligne             |                 | 1966-1973           | France              |                         | 88          | Boucau Tarnos stade          | SBUC                             |
| Bernard Meyrignac      | Pilier               | 2e ligne        | 1988-1992           | France              |                         | 5           | Formé au club                | EV Malemort-BO                   |
| Jean-Luc Meyrignac     | 2e ligne             | 3e ligne        | 1989-1992           | France              |                         | 4           | Formé au club                | ?                                |
| Rodolphe Michaud       | Pilier               |                 | 1991-1993           | France              |                         | 22          | AS Montferrand               | Stade aurillacois                |
| Christopher Micklewood | Demi d'ouverture     |                 | 2008-2009           | Afrique du Sud      |                         |             | Sharks                       | Newcastle Falcons                |
| Arnaud Mignardi        | Centre               |                 | 2011-2020           | France              | 2                       | 185         | Biarritz olympique           | Stade montois                    |
| Brad Mika              | 2e ligne             |                 | 2007-2008           | Nouvelle-Zélande    | 3                       | 6           | Hurricanes                   | NTT Shining Arcs                 |
| Paul Mina              | Pilier               |                 | 1977-1981           | France              |                         |             |                              |                                  |
| Damien Minassian       | Pilier               |                 | 2004-2006           | France              | -21 ans                 | 32          | Biarritz olympique           | Racing Métro                     |
| Rodolphe Modin         | Demi de mêlée        |                 | 1978-1991           | France              | 1                       | 220         | Racing club de France        | Arrêt                            |
| David Mongis           | Pilier               |                 | 1992-1996           | France              |                         | 16          | Formé au club                | ?                                |
| Maurice Monteil        | 2e ligne             |                 | 1922-1925           | France              |                         |             |                              |                                  |
| Jean-Louis Montupet    | 3e ligne aile        | 3e ligne centre | 1981-1982           | France              |                         |             |                              |                                  |
| Alessandro Moreno      | Pilier               |                 | 2004-2005           | Italie et Argentine | 5 Italie et 3 Argentine | 10          | USA Perpignan                | Leicester Tigers                 |
| Vincent Moscato        | Talonneur            | Pilier          | 1995-1996           | France              | 4                       | 22          | Stade bordelais              | Stade français                   |
| Axel Müller            | Ailier               |                 | 2018-En cours       | Argentine           | 1                       | 28 En cours | US Oyonnax                   |                                  |
| Kieran Murphy          | Troisième ligne aile |                 | 2013-2015           | Pays de Galles      |                         | 18          | Llanelli Scarlets            | London Welsh                     |

## N

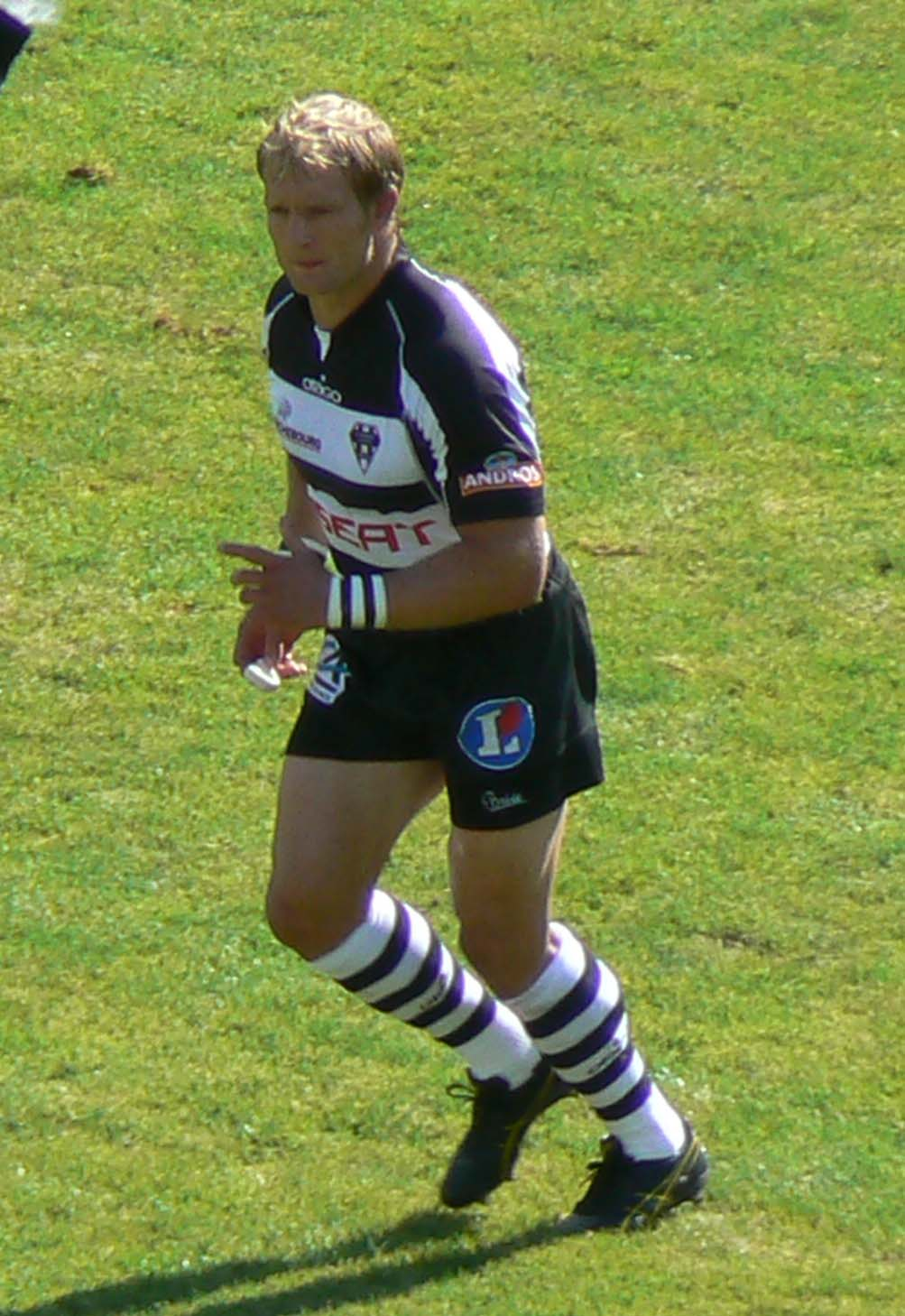
Jamie Noon
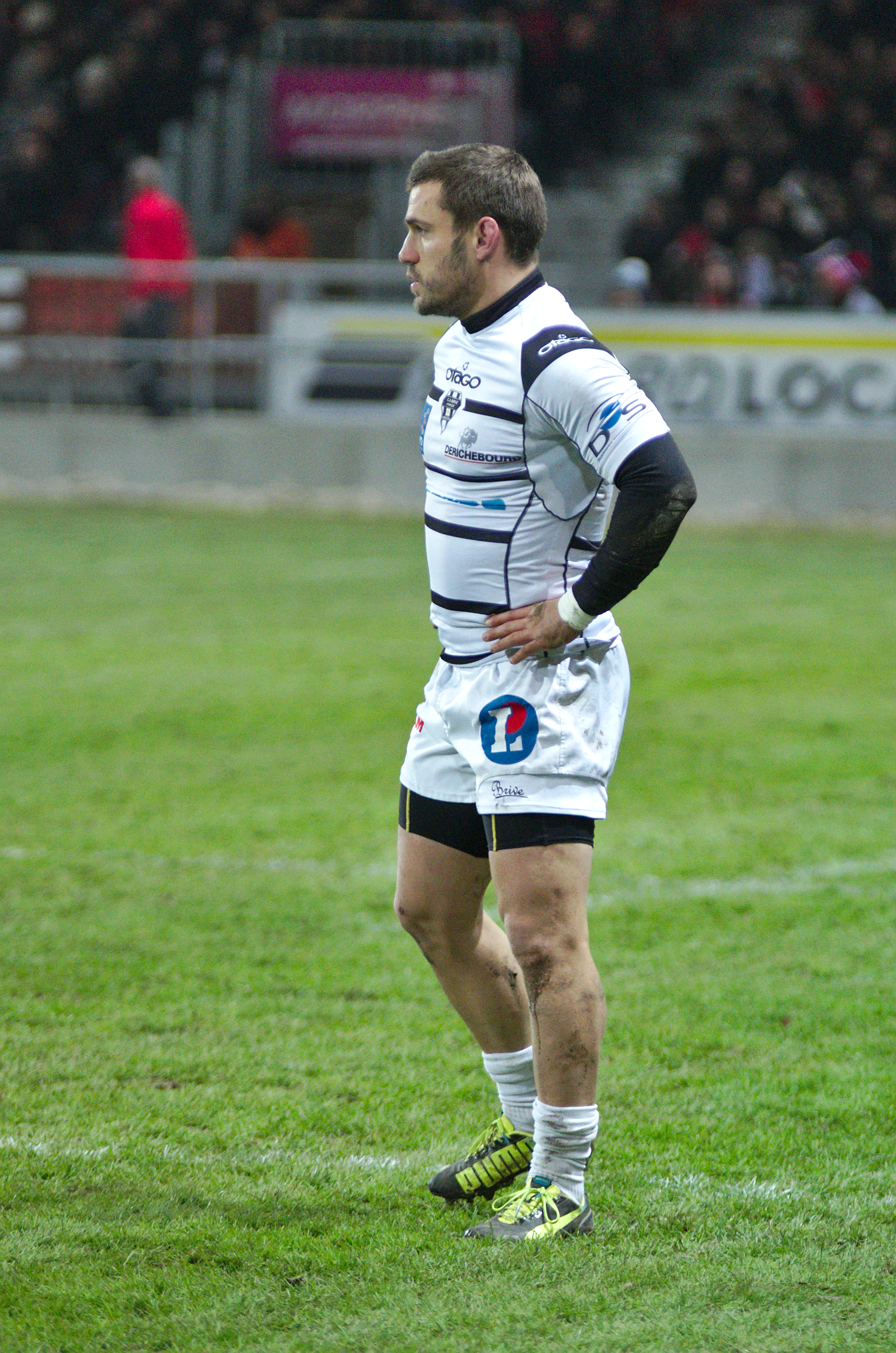
Damien Neveu
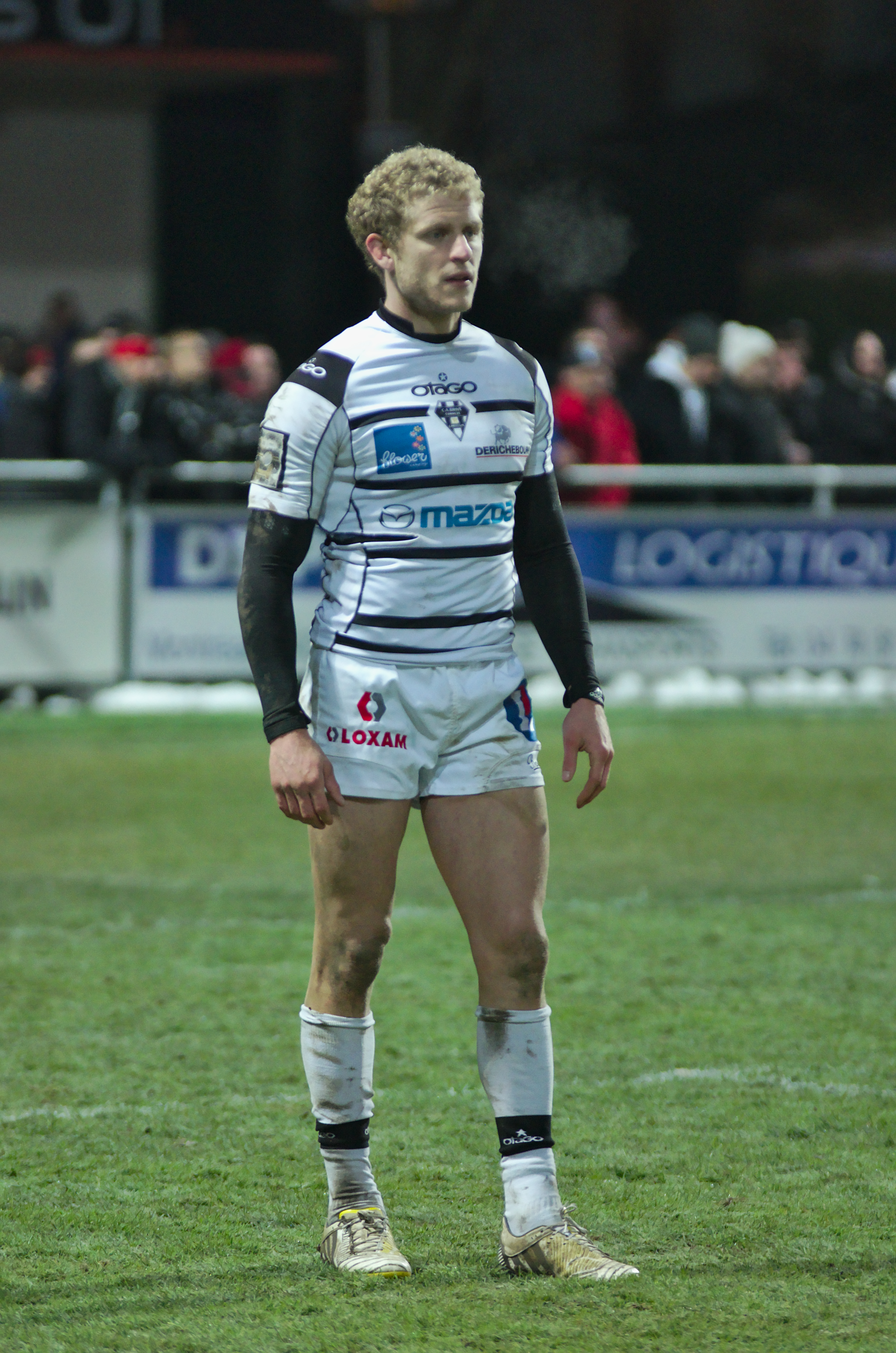
Guillaume Namy

- Haut – A
- B
- C
- D
- E
- F
- G
- H
- I
- J
- K
- L
- M
- N
- O
- P
- Q
- R
- S
- T
- U
- V
- W
- X
- Y
- Z

- Jamie Noon
- Damien Neveu
- Guillaume Namy

| Nom                 | Poste 1          | Poste 2   | Période             | Nationalité      | Sélections                  | Nb de match | Arrive de                | Parti à                         |
| ------------------- | ---------------- | --------- | ------------------- | ---------------- | --------------------------- | ----------- | ------------------------ | ------------------------------- |
| Peceli Nacebe       | Demi d'ouverture | Ailier    | 2018-2019           | Fidji            |                             | 5           | Union Bordeaux Bègles    | Union Bordeaux Bègles           |
| Charles Nadin       | Talonneur        |           | 1949-1952           | France           |                             | 37          |                          |                                 |
| Jean-Pierre Nadin   | 2e ligne         |           | 1966-1972           | France           |                             | 16          |                          |                                 |
| Apisai Naikatini    | 2e ligne         |           | 2013-2014           | Fidji            | 17                          | 1           | Toyota Verblitz          | SU Agen                         |
| Guillaume Namy      | Centre           | Ailier    | 2008-2020           | France           |                             | 135         | Formé au club            | RC Narbonne                     |
| Brandon Nansen      | 2e ligne         |           | 2020-2021           | Samoa            | 1                           | 5           | Dragons                  | Northampton Saints              |
| Peniami Narisia     | 3e ligne aile    | Talonneur | 2016-En cours       | Fidji            | 1                           | 32 En cours | Formé au club            |                                 |
| Irakli Natriashvili | Talonneur        |           | 2011-2013           | Géorgie          |                             | 48          | AS Saint-Junien          | SC Tulle                        |
| Jérôme Naves        | Ailier           | Arrière   | 2001-2005           | France           |                             | 3           | Naves AC                 |                                 |
| Anderson Neisen     | Demi d'ouverture |           | 2013-2016           | France           |                             | 1           | Formé au club            | USA Limoges                     |
| Kevin Nepia         | Pilier           | 2e ligne  | 1998-1999           | Nouvelle-Zélande |                             | 11          | Canterbury Crusaders     | Harlequins                      |
| Loic Netelenbos     | 2e ligne         |           | 1990-1994           | France           | Militaire, Espoirs          | ＿          | AS Bortoise              | Stade aurillacois               |
| Damien Neveu        | Demi de mêlée    |           | 2005-2008 2013-2015 | France           | -18 ans, -19 ans et -21 ans | 72          | US Ussel Stade rochelais | Stade rochelais Colomiers rugby |
| Takudzwa Ngwenya    | Ailier           |           | 2016-2018           | États-Unis       | 37                          | 19          | Breakers de San Diego    | Legion de San Diego             |
| Jamie Noon          | Centre           |           | 2009-2013           | Angleterre       | 38                          | 100         | Newcastle Falcons        | SC Tulle                        |
| Jean Normand        | 2e ligne         |           | 1960-1967           | France           |                             | 62          | Formé au club            | SC Tulle                        |
| Pierre Nouaille     | 3e ligne aile    | Talonneur | 1987-1992           | France           |                             | 34          | Formé au club            | USA Limoges                     |

## O
- Haut – A
- B
- C
- D
- E
- F
- G
- H
- I
- J
- K
- L
- M
- N
- O
- P
- Q
- R
- S
- T
- U
- V
- W
- X
- Y
- Z

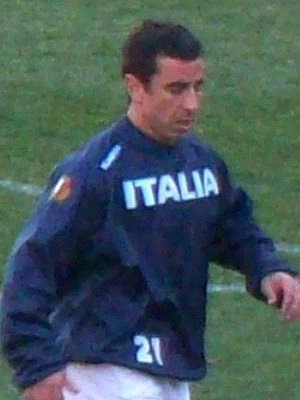
Luciano Orquera

| Nom                | Poste 1          | Poste 2          | Période       | Nationalité    | Sélections | Nb de match | Arrive de     | Parti à |
| ------------------ | ---------------- | ---------------- | ------------- | -------------- | ---------- | ----------- | ------------- | ------- |
| Stuart Olding      | Centre           | Demi d'ouverture | 2018-En cours | Irlande        | 4          | 42          | Ulster Rugby  |         |
| Pascal Oliveirinha | Pilier           |                  | 2005-2007     | France         |            | 6           | Formé au club | Cahors  |
| Luciano Orquera    | Demi d'ouverture |                  | 2006-2011     | Italie         | 17         | 54          | FC Auch       | Aironi  |
| Phillip Oosthuizen | Pilier           |                  | 1990-1991     | Afrique du Sud |            | 6           | Transvaal     | ?       |
| Jean Othats        | Centre           |                  | 1961-1963     | France         | 2          | 16          | US Dax        | US Dax  |

## P
- Haut – A
- B
- C
- D
- E
- F
- G
- H
- I
- J
- K
- L
- M
- N
- O
- P
- Q
- R
- S
- T
- U
- V
- W
- X
- Y
- Z

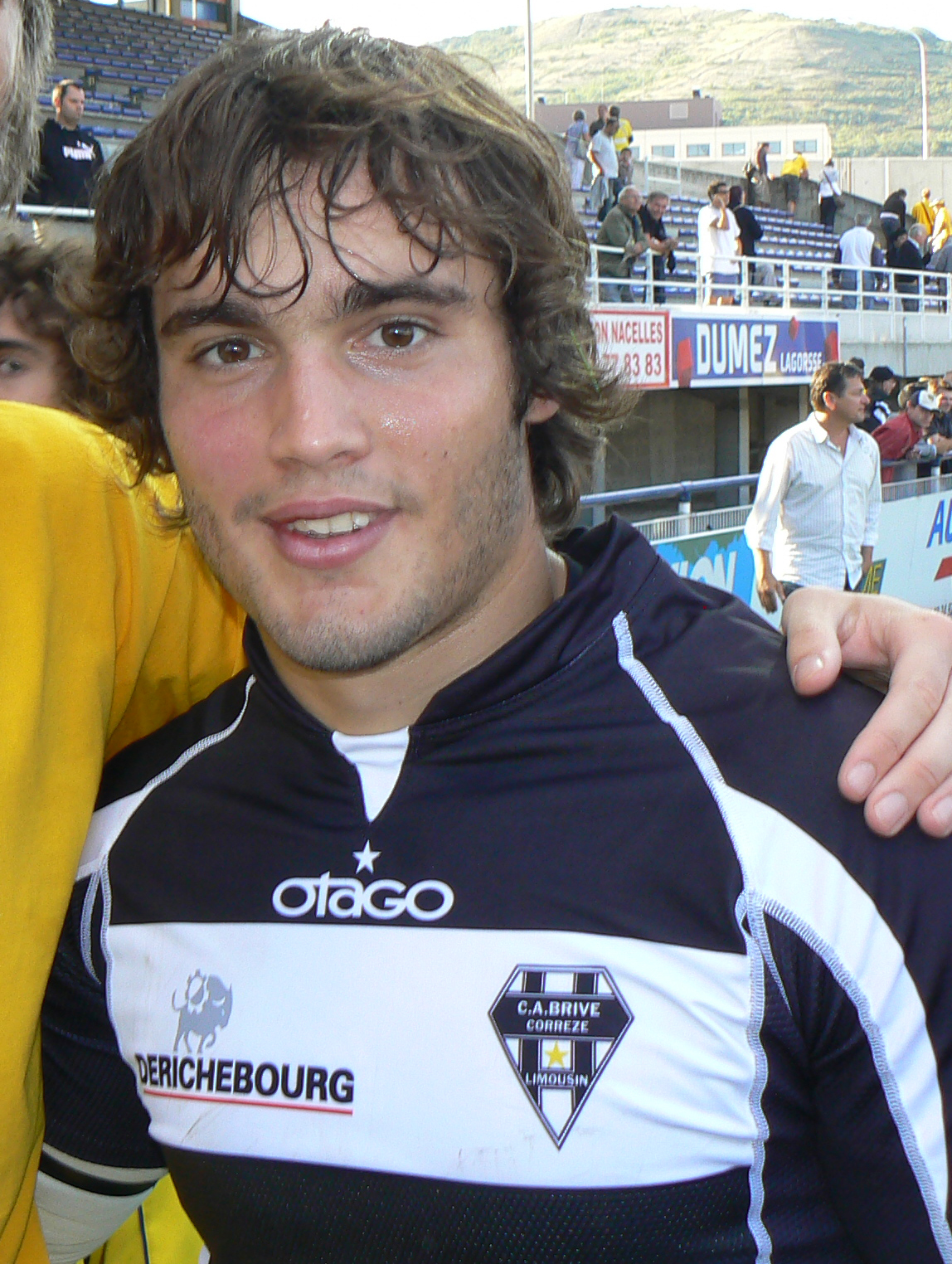
Alexis Palisson

| Nom                   | Poste 1          | Poste 2                       | Période             | Nationalité    | Sélections                    | Nb de match   | Arrive de                      | Part à                |
| --------------------- | ---------------- | ----------------------------- | ------------------- | -------------- | ----------------------------- | ------------- | ------------------------------ | --------------------- |
| Alexis Palisson       | Ailier           | Arrière                       | 2003-2011           | France         | 12                            | 91            | Formé au club                  |                       |
| Romuald Paillat       | Centre           |                               | 1993-1997           | France         | -18 ans et -21 ans            | 57            | Stade rochelais                | Stade toulousain      |
| Sébastien Paillat     | Arrière          | Centre                        | 1993-1996           | France         |                               | 51            | Stade rochelais                | Castres olympique     |
| Franco Pani,          | Pilier           | Talonneur                     | 2004-2007           | Argentine      |                               | 40            | L'Aquila                       | Stade rochelais       |
| Henri Parouty         | Centre           | 3e ligne aile                 | 1941-1946           | France         |                               |               |                                |                       |
| Jean Parouty          | Demi de mêlée    | Centre                        | 1937-1946           | France         |                               |               |                                |                       |
| Serge Pasquier        | Pilier           | 2e ligne                      | 1970-1977           | France         |                               | 81            | AS Saint-Junien                | CS Nontron            |
| Lucas Paulos          | 2e ligne         |                               | 2020-En cours       | Argentine      | 4                             | 9 En cours    | Jaguares                       |                       |
| Samuel Payne          | Demi de mêlée    |                               | 2001-2003           | Australie      | 3                             | 26            | Waratahs                       | ?                     |
| Élie Pebeyre          | Ailier           | Demi de mêlée                 | 1938-1943 1946-1953 | France         | 5                             |               | Formé au club US Fumel         | US Fumel CA Brive     |
| Michel Pebeyre        | Demi de mêlée    |                               | 1974-1978           | France         | 7                             | 52            | Formé au club AS Montferrand   | RC Vichy Arrêt        |
| Paul Pebeyre,         | 2e ligne         |                               | 1939-1942 1944-1948 | France         |                               | Formé au club |                                |                       |
| Alexandre Péclier     | Centre           | Demi d'ouverture              | 1994-1995           | France         | 2                             | 4             | CS Villefranche-sur-Saône      | CS Bourgoin-Jallieu   |
| Yves Pedrosa          | Talonneur        |                               | 2002-2005           | France         |                               |               | ASM Clermont                   | US Dax                |
| Anton Peikrishvili    | Pilier           |                               | 2014-2015           | Géorgie        | 27                            | 1             | Castres olympique              | Aviron bayonnais      |
| Jean-Baptiste Péjoine | Demi de mêlée    |                               | 2001-2017           | France         |                               | 294           | Stade bordelais                | Arrêt                 |
| Jonathan Pelissié     | Demi d'ouverture |                               | 2006-2010           | France         | 17                            | 6             | Formé au club                  | FC Grenoble           |
| Louis Pélissier       | Pilier           |                               | 1990-1993           | France         |                               | 1             | Formé au club                  | ?                     |
| Alain Penaud          | Demi d'ouverture |                               | 1987-1998 2001-2005 | France         | 32                            | 263           | Formé au club Stade toulousain | Saracens Lyon OU      |
| Pierre Perrier        | 3e ligne aile    | Pilier 3e ligne centre Ailier | 1945-1956           | France         |                               | 78            |                                |                       |
| Shaun Perry           | Demi de mêlée    |                               | 2009-2011           | Angleterre     | 14                            | 51            | Bristol                        | Worcester Warriors    |
| Maxime Petitjean      | Demi d'ouverture |                               | 2005-2008           | France         |                               | 75            | Stade aurillacois              | US Dax                |
| Benjamin Petre        | Centre           |                               | 2015-2019           | France         |                               | 29            | SU Agen                        | ?                     |
| Cristian Petre        | 2e ligne         | 3e ligne centre               | 2006-2007           | Roumanie       | 40                            | 13            | Tarbes Pyrénées                | AS Béziers            |
| Arnaud Pic            | Demi de mêlée    |                               | 2008-2010           | France         |                               | 20            | ASM Clermont                   | US Oyonnax            |
| Simon Pinet           | 2e ligne         |                               | 2013-2015           | France         |                               | 24            | Stade aurillacois              | US Montauban          |
| Charles Platek        | Arrière          | Ailier                        | 2005-2007           | France         | -18 ans, -19 ans et rugby à 7 | 10            | Formé au club                  | Union Bordeaux Bègles |
| Lucas Pointud         | Pilier           |                               | 2015-2017           | France         | 3                             | 35            | Aviron bayonnais               | Stade toulousain      |
| Jefferson Poirot      | Pilier           |                               | 2011-2012           | France         | 19                            | 5             | Formé au club                  | Union Bordeaux Bègles |
| Alix Popham           | 3e ligne centre  |                               | 2008-2011           | Pays de Galles | 33                            | 65            | Llanelli Scarlets              | Arrêt                 |
| Alfred Prevost        | 3e ligne aile    | 3e ligne centre               | 1929-1933           | France         | 4                             |               |                                |                       |
| Jean Prin-Clary       | Pilier           | 2e ligne                      | 1946-1949           | France         | 10                            | 28            | RC Toulon                      | RC Toulon             |
| Sila Puafisi          | Pilier           |                               | 2017-2018           | Tonga          | 24                            | 16            | Glasgow Warriors               | Stade rochelais       |
| Jean-Pierre Puidebois | Ailier           |                               | 1970-1982           | France         |                               | 129           | Formé au club                  | Arrêt                 |
| Sotele Puleoto        | Pilier           | 2e ligne                      | 1993-1996           | France         | -18 ans                       | 20            |                                |                       |
| Marcel Puget          | Demi de mêlée    |                               | 1962-1973           | France         | 17                            | 147           | Stade toulousain               | Stade ruthénois       |

## Q
- Haut – A
- B
- C
- D
- E
- F
- G
- H
- I
- J
- K
- L
- M
- N
- O
- P
- Q
- R
- S
- T
- U
- V
- W
- X
- Y
- Z

| Nom | Poste 1 | Poste 2 | Période | Nationalité | Sélections | Nb de match | Arrive de | Parti à |
| --- | ------- | ------- | ------- | ----------- | ---------- | ----------- | --------- | ------- |
|     |         |         |         |             |            |             |           |         |

## R
- Haut – A
- B
- C
- D
- E
- F
- G
- H
- I
- J
- K
- L
- M
- N
- O
- P
- Q
- R
- S
- T
- U
- V
- W
- X
- Y
- Z

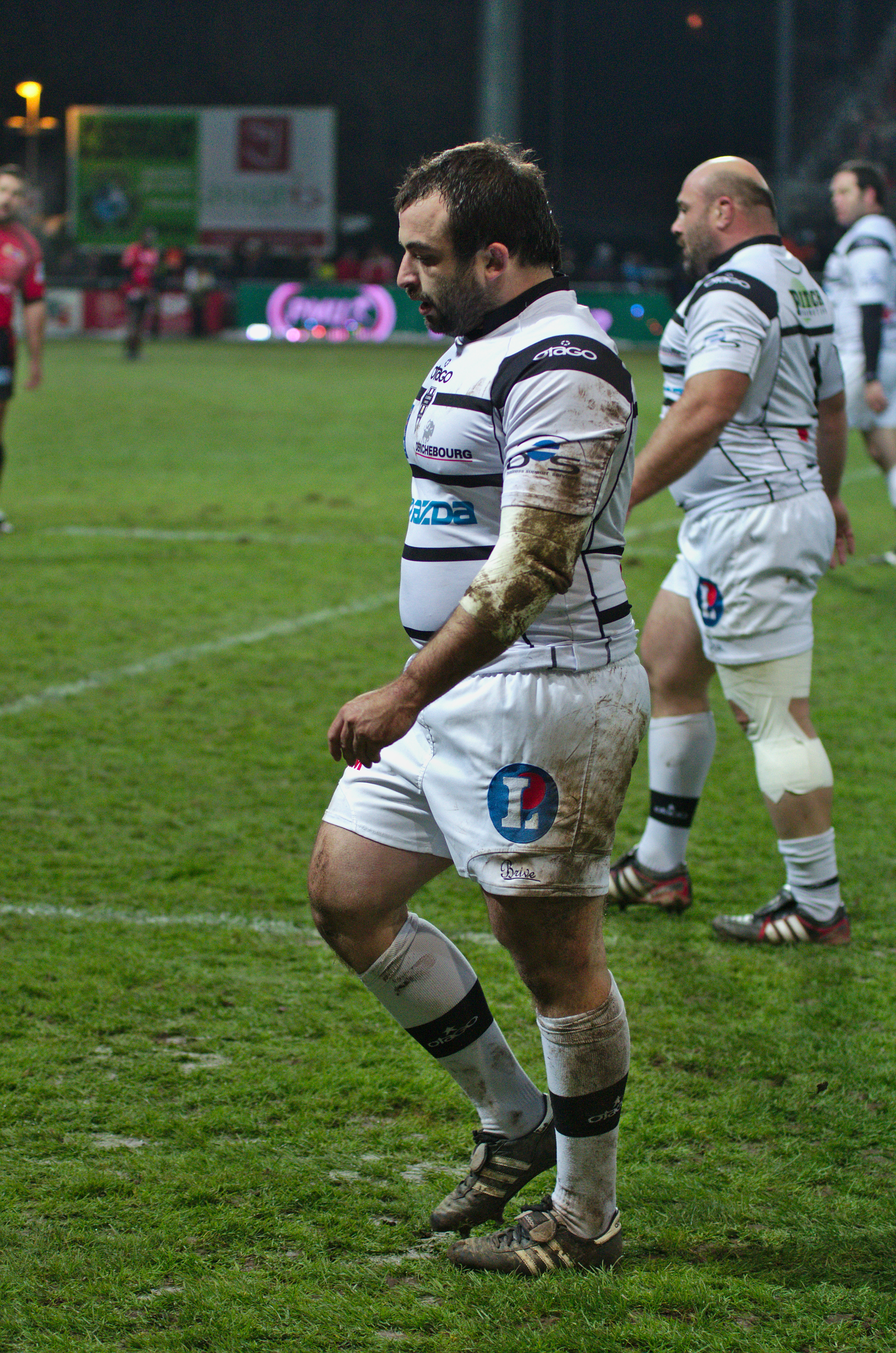
Guillaume Ribes

| Nom                      | Poste 1          | Poste 2                | Période             | Nationalité      | Sélections         | Nb de match | Arrive de                | Part à                |
| ------------------------ | ---------------- | ---------------------- | ------------------- | ---------------- | ------------------ | ----------- | ------------------------ | --------------------- |
| Elia Radikedike          | Ailier           |                        | 2012-2017           | Fidji            | 3                  | 51          | Tarbes Pyrénées rugby    | CS Bourgoin-Jallieu   |
| Alban Ramette            | Centre           |                        | 2017-En cours       | France           |                    | 2 En cours  | Formé au club            |                       |
| Jean Rey                 | 3e ligne aile    |                        | 1927-1939           | France           |                    |             |                          |                       |
| Jacques Riaucoux         | Demi d'ouverture |                        | 1939-1947           | France           |                    |             |                          |                       |
| Eugène Ribette           | Arrière          |                        | 1929-1939           | France           |                    |             |                          |                       |
| Guillaume Ribes          | Talonneur        |                        | 2009-2017           | France           | -19 ans et -21 ans | 113         | RC Toulon                | Arrêt                 |
| Stéphane Ricco           | Demi de mêlée    |                        | 1992-1994           | France           | Junior             | 21          | Stade toulousain         | US Romans             |
| Louis Rives              | Centre           | 3e ligne aile          | 1907-1909           | France           |                    |             | SOE Toulouse             | Stade toulousain      |
| Didier Riom              | Demi d'ouverture | Arrière                | 1979-1986           | France           |                    | 40          |                          |                       |
| Yannick Roche            | Demi de mêlée    |                        | 1992-               | France           |                    | 4           | US Caussade              | CA sarladais          |
| Daniel Rodriguez         | Pilier           |                        | 2003-2006           | Argentine        |                    | 45          | CA Périgueux,            | Lyon OU               |
| Jean-François Rogosinski | Talonneur        |                        | 1982-1983           | France           |                    |             |                          |                       |
| Franck Rollès            | 3e ligne centre  |                        | 1990-1992           | France           |                    | 41          | US Montauban             | Lyon OU               |
| Franck Romanet           | Ailier           |                        | 2017-2020           | France           |                    | 32          | Lyon OU                  | Arrêt                 |
| Jean-Claude Roques       | Demi d'ouverture |                        | 1959-1978           | France           | 4                  | 247         | Formé au club            | Arrêt                 |
| Grant Ross               | 2e ligne         |                        | 1994-1997           | Nouvelle-Zélande |                    | 46          | Stade montois            | Stade français        |
| Jean-Claude Rossignol    | 2e ligne         | 3e ligne centre Pilier | 1968-1975 1981-1983 | France           | 1                  | 100         | AS Saint Junien SC Tulle | SC Tulle CA Périgueux |
| Jean-Paul Royer          | Demi de mêlée    |                        | 1972-1974           | France           |                    | 23          |                          |                       |

## S
- Haut – A
- B
- C
- D
- E
- F
- G
- H
- I
- J
- K
- L
- M
- N
- O
- P
- Q
- R
- S
- T
- U
- V
- W
- X
- Y
- Z

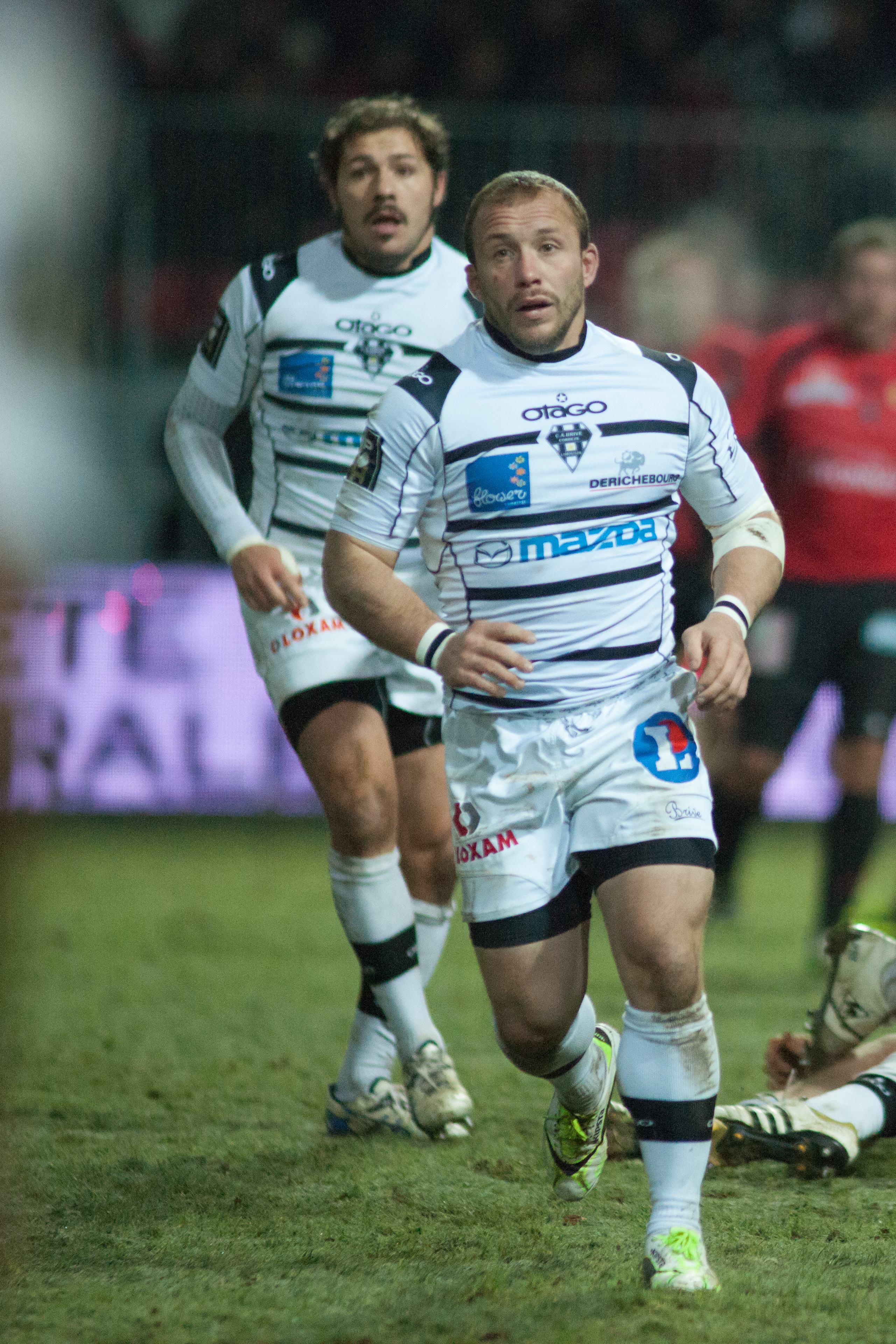
Thomas Sanchou
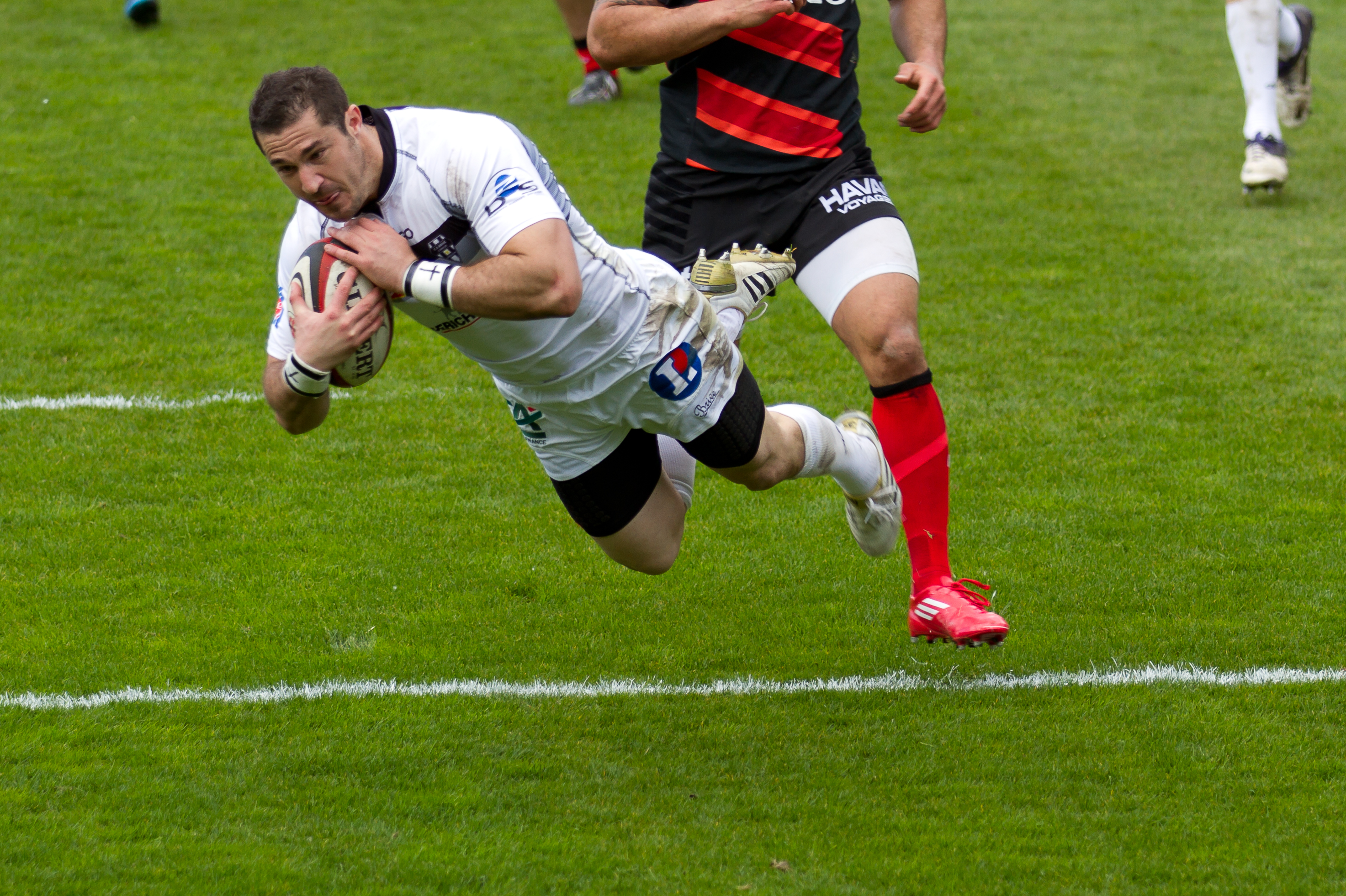
Scott Spedding
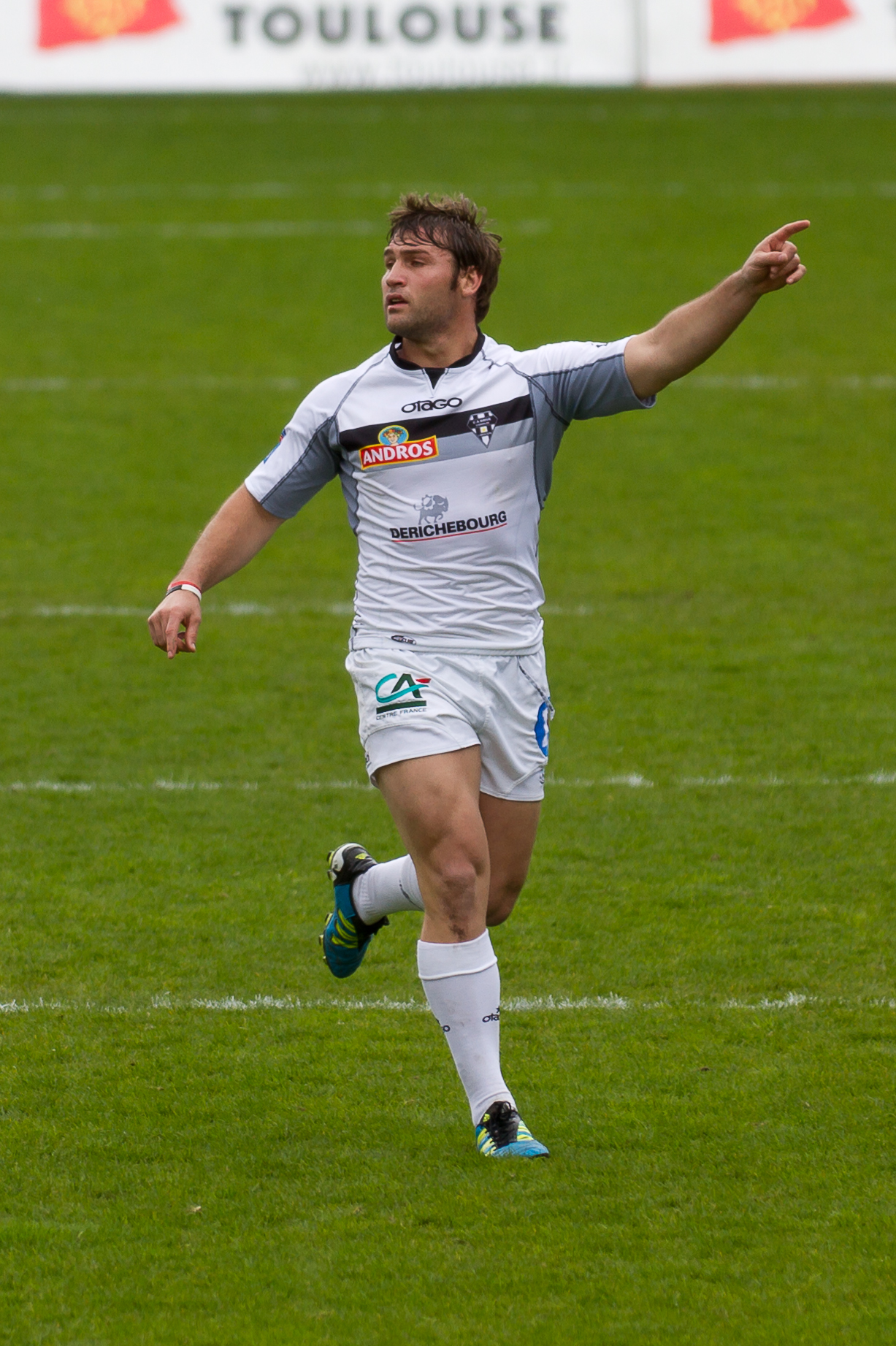
Riaan Swanepoel

| Nom                   | Poste 1          | Poste 2          | Période             | Nationalité    | Sélections             | Nb de match | Arrive de           | Part à                          |
| --------------------- | ---------------- | ---------------- | ------------------- | -------------- | ---------------------- | ----------- | ------------------- | ------------------------------- |
| Xavier Sadourny       | Demi d'ouverture |                  | 2005-2006           | France         |                        | 19          | Castres olympique   | Lyon OU                         |
| Christophe Salamy     | 3e ligne aile    |                  | 1992-1997           | France         |                        | 12          | AS Montferrand      | USA Limoges                     |
| Jean Salesse          | Ailier           |                  | 1938-1939 1942-1948 | France         |                        |             |                     |                                 |
| Thomas Sanchou        | Centre           | Demi de mêlée    | 2013-2015           | France         |                        | 26          | Castres olympique   | Olympique Ossalois Laruns Rugby |
| Fabien Sanconnie      | 3e ligne aile    |                  | 2014-2018           | France         | 4                      | 50          | Formé au club       | Racing 92                       |
| Georges Sarrant       | Centre           | 3e ligne aile    | 1956-1966           | France         |                        | 65          |                     |                                 |
| Rory Scholes          | Arrière          | Ailier           | 2018-2020           | Irlande        |                        | 17          | Connacht Rugby      |                                 |
| Laurent Seigne        | Pilier           |                  | 1982-1996           | France         | 15                     |             | AS Mérignac         | CA Brive                        |
| Joseph Séverat        | Arrière          |                  | 1907-1908           | France         |                        |             |                     |                                 |
| Christian Short       | 2e ligne         |                  | 2007-2010           | Irlande        |                        | 54          | Northampton Saints  | Lyon OU                         |
| Goderdzi Shvelidze    | Pilier           |                  | 2012-2016           | Géorgie        | 62                     | 74          | Montpellier HR      | Arrêt                           |
| Farid Sid             | Ailier           |                  | 2004-2008           | France         |                        | 86          | US Colomiers        | USA Perpignan                   |
| Claude Simon          | 2e ligne         | 3e ligne aile    | 1954-1967           | France         |                        | 122         |                     |                                 |
| Pascal Simon          | Centre           |                  | 1990-1996           | France         |                        | 5           | Formé au club       | SC Tulle                        |
| Eduardo Simone        | Centre           |                  | 2002-2003           | Argentine      | 36                     | 6           | Liceo Naval         | Liceo Naval                     |
| Thomas Smith          | Pilier           |                  | 1999-2001           | Écosse         | 61 et 6 avec les Lions | 32          | Glasgow Warriors    | Northampton Saints              |
| Johan Snyman          | 2e ligne         |                  | 2015-2020           | Afrique du Sud |                        | 55          | Scarlets            | Arrêt                           |
| Sorin Socol           | 2e ligne         |                  | 1997-2003           | Roumanie       | 52                     | 46          | Bucarest            | SU Agen                         |
| Romain Sola           | Demi d'ouverture |                  | 2012-2016           | France         |                        | 55          | CS Bourgoin-Jallieu | Provence rugby                  |
| Stéphane Soleilhavoup | 2e ligne         |                  | 1991-?              | France         |                        |             | Formé au club       |                                 |
| Jean-Marie Soubira    | Centre           |                  | 1989-1996           | France         | Militaire              | 124         | Formé au club       | CA Brive                        |
| Stan South            | 2e ligne         |                  | 2020-2021           | Angleterre     |                        | 1           | Exeter Chiefs       | Old Glory DC                    |
| Scott Spedding        | Arrière          |                  | 2008-2012           | Afrique du Sud |                        | 79          | Natal Sharks        | Aviron bayonnais                |
| Jean-Marie Survielle  | 2e ligne         |                  | 1948-1954 1955-1959 | France         |                        | 112         |                     |                                 |
| Stéphane Suszylo      | 3e ligne aile    |                  | 1991-1995           | France         |                        | 40          | US Ussel            | ?                               |
| Riaan Swanepoel       | Centre           | Demi d'ouverture | 2011-2015           | Afrique du Sud |                        | 85          | ASM Clermont        | Provence rugby                  |

## T

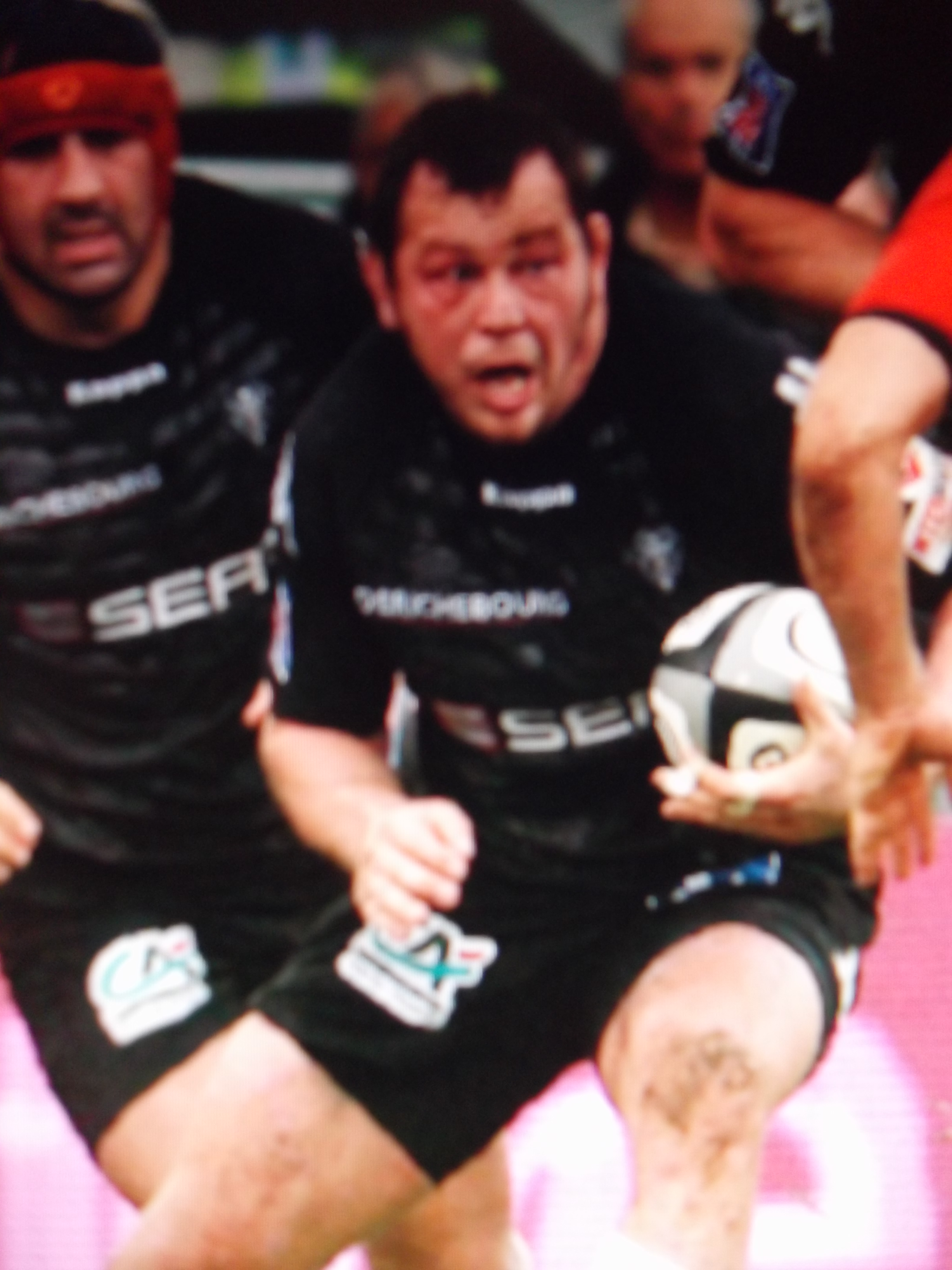
Steve Thompson

- Haut – A
- B
- C
- D
- E
- F
- G
- H
- I
- J
- K
- L
- M
- N
- O
- P
- Q
- R
- S
- T
- U
- V
- W
- X
- Y
- Z

- Steve Thompson

| Nom                      | Poste 1          | Poste 2          | Période       | Nationalité      | Sélections               | Nb de match | Arrive de             | Parti à           |
| ------------------------ | ---------------- | ---------------- | ------------- | ---------------- | ------------------------ | ----------- | --------------------- | ----------------- |
| Roger Taddei             | 3e ligne aile    |                  | 1923-1936     | France           |                          |             | Formé au club         |                   |
| Mike Tadjer              | Talonneur        |                  | 2017-2018     | Portugal         | 11                       | 19          | SU Agen               | FC Grenoble       |
| John Tait                | 2e ligne         |                  | 2003-2005     | Canada           | 37                       | 15          | Cardiff Blues         | ?                 |
| Wesley Tapueluelu        | Pilier           |                  | 2019-En cours | Tonga            |                          | 2 En cours  | Formé au club         |                   |
| Jean Teillet             | Demi de mêlée    |                  | 1948-1950     | France           |                          | 20          |                       |                   |
| Fernand Teyssou          | 3e ligne centre  | Pilier           | 1924-1930     | France           |                          |             |                       |                   |
| Jean-François Thiot      | Demi d'ouverture | Arrière          | 1975-1988     | France           | 4                        | 202         | Formé au club         |                   |
| Cody Thomas              | Pilier           |                  | 2018-En cours | Afrique du Sud   |                          | 30 En cours | Montpellier HR        |                   |
| Hayden Thompson-Stringer | Pilier           |                  | 2019-En cours | Angleterre       |                          | 34 En cours | Saracens              |                   |
| Steve Thompson           | Talonneur        |                  | 2007-2010     | Angleterre       | 52 dont 3 avec les Lions | 34          | Northampton Saints    | Leeds Carnegie    |
| Pierre Thuries           | Pilier           |                  | 2005-2007     | France           |                          |             | Formé au club         | Castres olympique |
| Petrisor Toderasc        | Pilier           |                  | 2005-2010     | Roumanie         | 46                       | 90          | ?                     | Stade rochelais   |
| Patrick Toetu            | Pilier           |                  | 2016-2017     | Nouvelle-Zélande |                          | 17          | Union Bordeaux Bègles | SC Albi           |
| Daniel Tonus             | 3e ligne aile    | 3e ligne centre  | 1973-1985     | France           |                          | 24          |                       |                   |
| Gregor Townsend          | Demi d'ouverture | centre           | 1998-2000     | Écosse           | 82                       | 28          | Northampton Saints    | Castres olympique |
| Pierre Tracou            | Centre           | Demi d'ouverture | 1934-1941     | France           | France B                 |             |                       |                   |
| Sadio Traore             | Pilier           |                  | 2013-2014     | France           |                          | 1           | Formé au club         | ?                 |
| Laurent Travers          | Talonneur        |                  | 1994-2000     | France           |                          | 86          | CA Sarlat             | CA Brive          |
| Irakli Tskhadadze        | Troisième ligne  |                  | 2020-2021     | Géorgie          | 5                        | 3           | Formé au club         | Soyaux Angoulême  |
| Chris Tuatara-Morrison   | Centre           |                  | 2014-2017     | Australie        |                          | 18          | Castres olympique     | Colomiers rugby   |
| Yusuf Tuncer             | Pilier           |                  | 2013-2016     | France           |                          | 1           | Formé au club         | SC Albi           |

## U
- Haut – A
- B
- C
- D
- E
- F
- G
- H
- I
- J
- K
- L
- M
- N
- O
- P
- Q
- R
- S
- T
- U
- V
- W
- X
- Y
- Z

| Nom             | Poste 1          | Poste 2 | Période   | Nationalité    | Sélections | Nb de match | Arrive de        | Parti à     |
| --------------- | ---------------- | ------- | --------- | -------------- | ---------- | ----------- | ---------------- | ----------- |
| Tjiuee Uanivi   | 2e ligne         |         | 2013-2015 | Namibie        | 18         | 3           | Formé au club    | Sharks      |
| Matthieu Ugalde | Demi d'ouverture |         | 2015-2019 | France         |            | 67          | Aviron bayonnais | FC Grenoble |
| David Urruty    | Centre           | Ailier  | 1986-1991 | France         |            | 32          | Aviron bayonnais | US Argentat |
| Jan Uys         | 2e ligne         |         | 2016-2020 | Afrique du Sud |            | 49          | Section paloise  |             |
| Retief Uys      | 2e ligne         |         | 2009-2013 | Afrique du Sud |            | 75          | RC Narbonne      | Arrêt       |

- Haut – A
- B
- C
- D
- E
- F
- G
- H
- I
- J
- K
- L
- M
- N
- O
- P
- Q
- R
- S
- T
- U
- V
- W
- X
- Y
- Z

## V

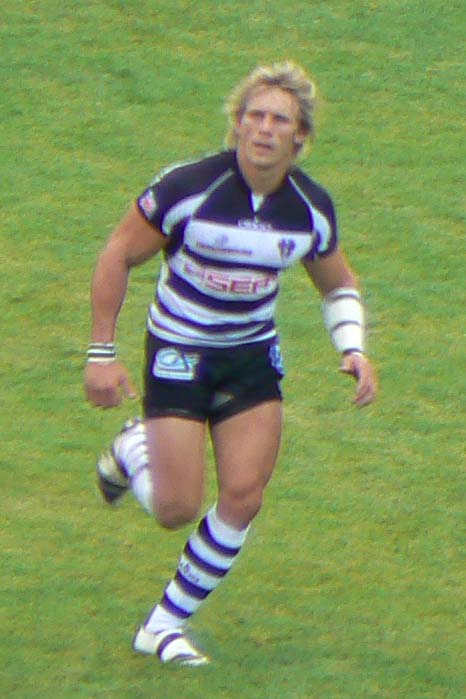
Gerhard Vosloo

- Haut – A
- B
- C
- D
- E
- F
- G
- H
- I
- J
- K
- L
- M
- N
- O
- P
- Q
- R
- S
- T
- U
- V
- W
- X
- Y
- Z

- Gerhard Vosloo

| Nom                   | Poste 1         | Poste 2          | Période       | Nationalité    | Sélections             | Nb de match | Arrive de            | Part à           |
| --------------------- | --------------- | ---------------- | ------------- | -------------- | ---------------------- | ----------- | -------------------- | ---------------- |
| Sébastien Vahaamahina | Centre          |                  | 2010-2011     | France         | -19 ans                | 1           | Formé au club        | USA Perpignan    |
| Ludovic Valbon        | Centre          |                  | 2003-2007     | France         | 5                      | 84          | CA Bègles-Bordeaux   | Racing Métro     |
| Loïc Van Der Linden   | 3e ligne aile   |                  | 1984-2000     | France         | France B et France à 7 | 259         | Rugby club auxerrois | USA Limoges      |
| Ryno van der Merwe    | 3e ligne centre |                  | 2007-2008     | Afrique du Sud |                        | 15          | Cheetahs             | Cheetahs         |
| Renger Van Eerten     | 2e ligne        |                  | 2020-en cours | Pays-Bas       |                        | 0 En cours  | Formé au club        |                  |
| Charl van Rensburg    | 2e ligne        |                  | 2005-2008     | Afrique du Sud |                        | 59          | Sharks               | SC Tulle         |
| Johan van Zyl         | 2e ligne        |                  | 2005-2009     | Afrique du Sud |                        | 74          | Sharks               | ?                |
| Dimitri Vaotoa        | 2e ligne        |                  | 2011-2012     | France         |                        | 1           | ?                    | US Montauban     |
| David Venditti        | Centre          | Ailier           | 1996-2000     | France         | 14                     | 48          | CS Bourgoin-Jallieu  | Stade français   |
| Christian Vermande    | 2e ligne centre |                  | 1990-1996     | France         |                        | 6           | Formé au club        | ?                |
| Elvis Vermeulen       | 3e ligne centre |                  | 1999-2001     | France         | 10                     | 29          | Formé au club        | ASM Clermont     |
| Serge Vernat          | 3e Pilier       |                  | 1987-1991     | France         |                        | 2           | UA Libourne          | UA Libourne      |
| François Veyssière    | Arrière         |                  | 1979-1982     | France         |                        |             |                      |                  |
| Jean-François Viars   | Ailier          |                  | 1993-1995     | France         | France A               | 13          | Stade aurillacois    | Aviron bayonnais |
| Sébastien Viars       | Ailier          | Arrière          | 1990-1998     | France         | 16                     | 137         | Stade aurillacois    | Stade français   |
| Pierre Villepreux     | Arrière         | Demi d'ouverture | 1962-1965     | France         | 34                     | 33          | Formé au club        | Stade toulousain |
| Matthieu Voisin       | 3e ligne aile   |                  | 2018-en cours | France         |                        | 59 En cours | Racing 92            |                  |
| Christian Vojetta     | Talonneur       |                  | 1991- ?       | France         |                        |             | Formé au club        | ?                |
| Venione Voretamaya    | Ailier          |                  | 2013-2015     | Fidji          |                        | 5           | SC Albi              | US Colomiers     |
| Gerhard Vosloo        | 3e ligne aile   |                  | 2008-2011     | Afrique du Sud |                        | 47          | Castres olympique    | ASM Clermont     |

## W
- Haut – A
- B
- C
- D
- E
- F
- G
- H
- I
- J
- K
- L
- M
- N
- O
- P
- Q
- R
- S
- T
- U
- V
- W
- X
- Y
- Z

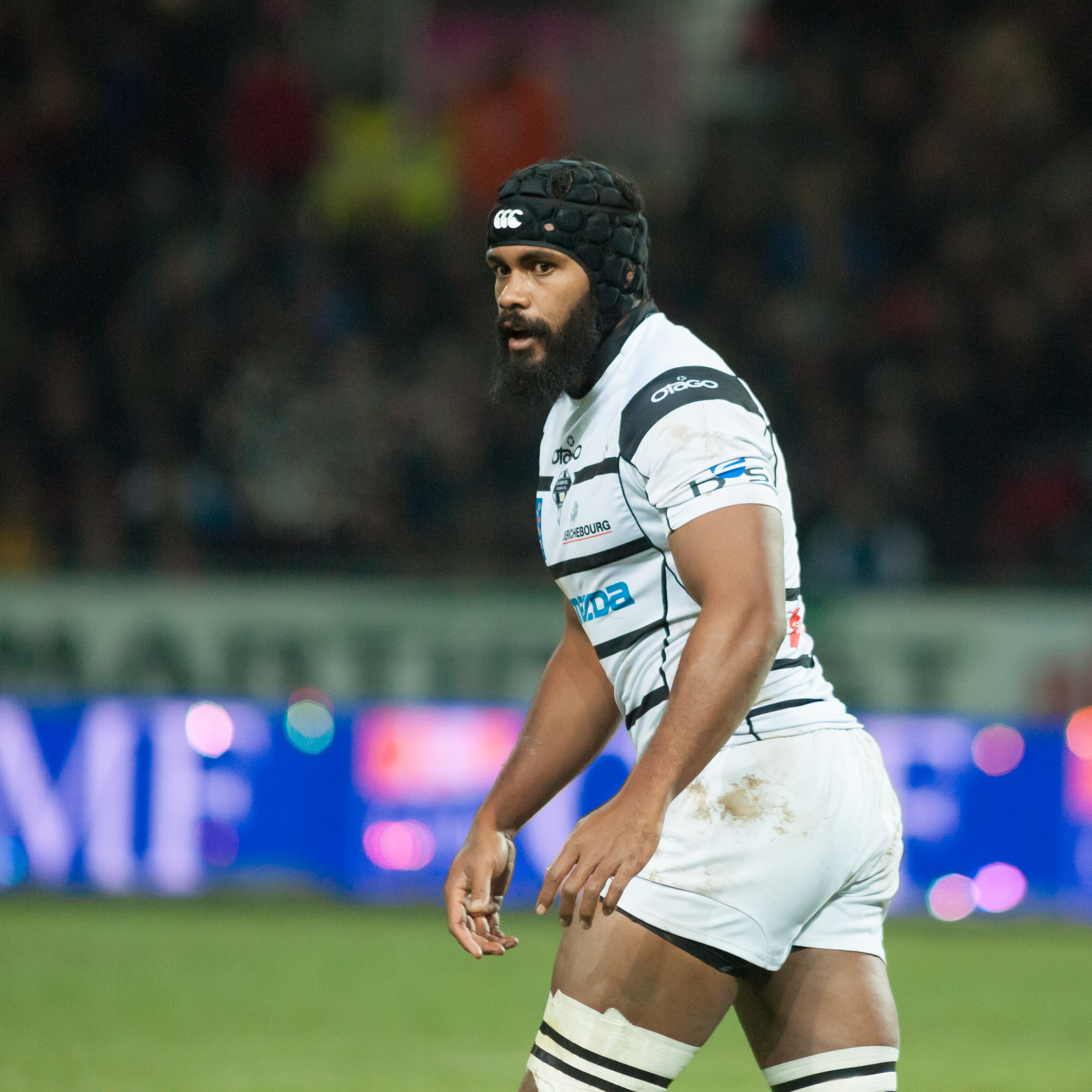
Dominiko Waqaniburotu

| Nom                   | Poste 1       | Poste 2         | Période   | Nationalité      | Sélections | Nb de match | Arrive de         | Parti à         |
| --------------------- | ------------- | --------------- | --------- | ---------------- | ---------- | ----------- | ----------------- | --------------- |
| Dominiko Waqaniburotu | 3e ligne aile | 3e ligne centre | 2012-2019 | Fidji            | 41         | 138         | Waikato           | Section paloise |
| Viliame Waqaseduadua  | Ailier        |                 | 2009-2011 | Nouvelle-Zélande | Junior     | 27          | Chiefs            | FC Grenoble     |
| John Welborn          | 2e ligne      |                 | 2001-2005 | Australie        | 8          | 33          | Leicester Tigers  | Western Force   |
| William Whetton       | 3e ligne aile |                 | 2015-2017 | Nouvelle-Zélande |            | 8           | Castres olympique | SC Albi         |

## X
- Haut – A
- B
- C
- D
- E
- F
- G
- H
- I
- J
- K
- L
- M
- N
- O
- P
- Q
- R
- S
- T
- U
- V
- W
- X
- Y
- Z

| Nom | Poste 1 | Poste 2 | Période | Nationalité | Sélections | Nb de match | Arrive de | Parti à |
| --- | ------- | ------- | ------- | ----------- | ---------- | ----------- | --------- | ------- |
|     |         |         |         |             |            |             |           |         |

## Y
- Haut – A
- B
- C
- D
- E
- F
- G
- H
- I
- J
- K
- L
- M
- N
- O
- P
- Q
- R
- S
- T
- U
- V
- W
- X
- Y
- Z

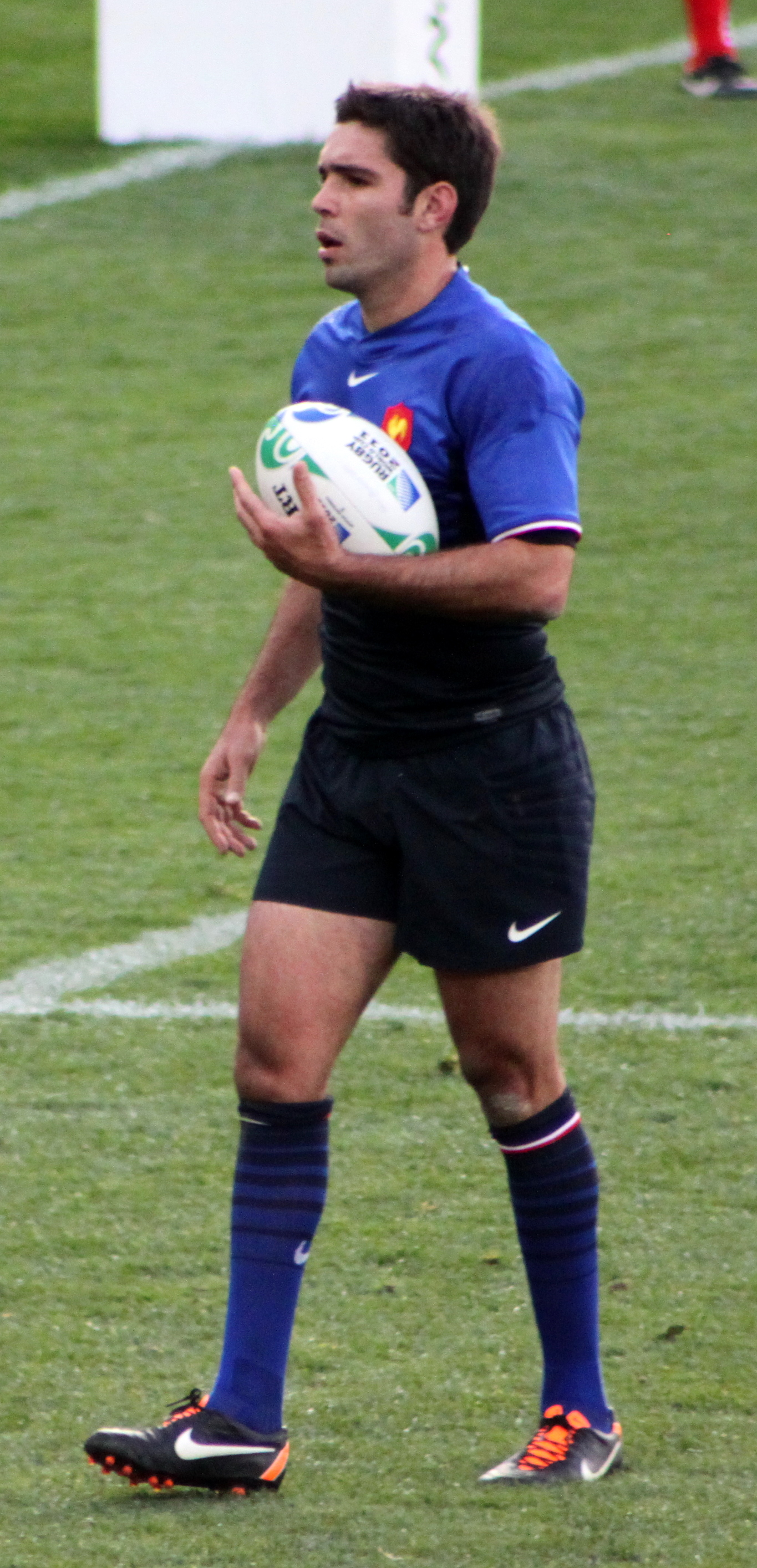
Dimitri Yachvili

| Nom              | Poste 1       | Poste 2   | Période   | Nationalité | Sélections | Nb de match | Arrive de     | Parti à                     |
| ---------------- | ------------- | --------- | --------- | ----------- | ---------- | ----------- | ------------- | --------------------------- |
| Dimitri Yachvili | Demi de mêlée |           | 1998-2000 | France      | 47         | 2           | Formé au club | PUC                         |
| Michel Yachvili  | 3e ligne aile | Talonneur | 1970-1979 | France      | 15         | 152         | SC Tulle      | Sporting Club decazevillois |

## Z
- Haut – A
- B
- C
- D
- E
- F
- G
- H
- I
- J
- K
- L
- M
- N
- O
- P
- Q
- R
- S
- T
- U
- V
- W
- X
- Y
- Z

| Nom             | Poste 1 | Poste 2 | Période   | Nationalité            | Sélections | Nb de match | Arrive de   | Parti à         |
| --------------- | ------- | ------- | --------- | ---------------------- | ---------- | ----------- | ----------- | --------------- |
| Scott Zimmerman | Pilier  |         | 2009-2010 | Angleterre puis France |            | 7           | US Bressane | Racing Metro 92 |